# حديقة حيوان الإسكندرية
حديقة حيوانات النزهة أو جنينة حيوانات النزهة أو حديقة حيوان الإسكندرية هي ثاني أكبر حديقة للحيوان في مصر بعد حديقة حيوانات الجيزة. تقع بحي النزهة في مدينة الإسكندرية قرب حدائق أنطونيادس وحي سموحة، وتتبع الادارة المركزية لحدائق الحيوان.

## تطويرها
تم إضافة مساحات مضاعفة إلى الحديقة وإعادة تخطيطها بحيث تشمل إنشاء بحيرة صناعية للطيور المائية وبرج عال لمشاهدة الحديقة من فوقه، ومتحف للتاريخ الطبيعى، وإقامة بيئة طبيعية لحيوانات الحديقة وإضافة أعداد جديدة من فصائل الحيوانات والأنواع النادرة وتشييد الحظائر والأماكن والأقفاص بها بالإضافة إلى الاهتمام بالكازينو المشرف على البحيرة وحديقة الأطفال التي أنشئت داخل حديقة الحيوان.

## معرض الصور

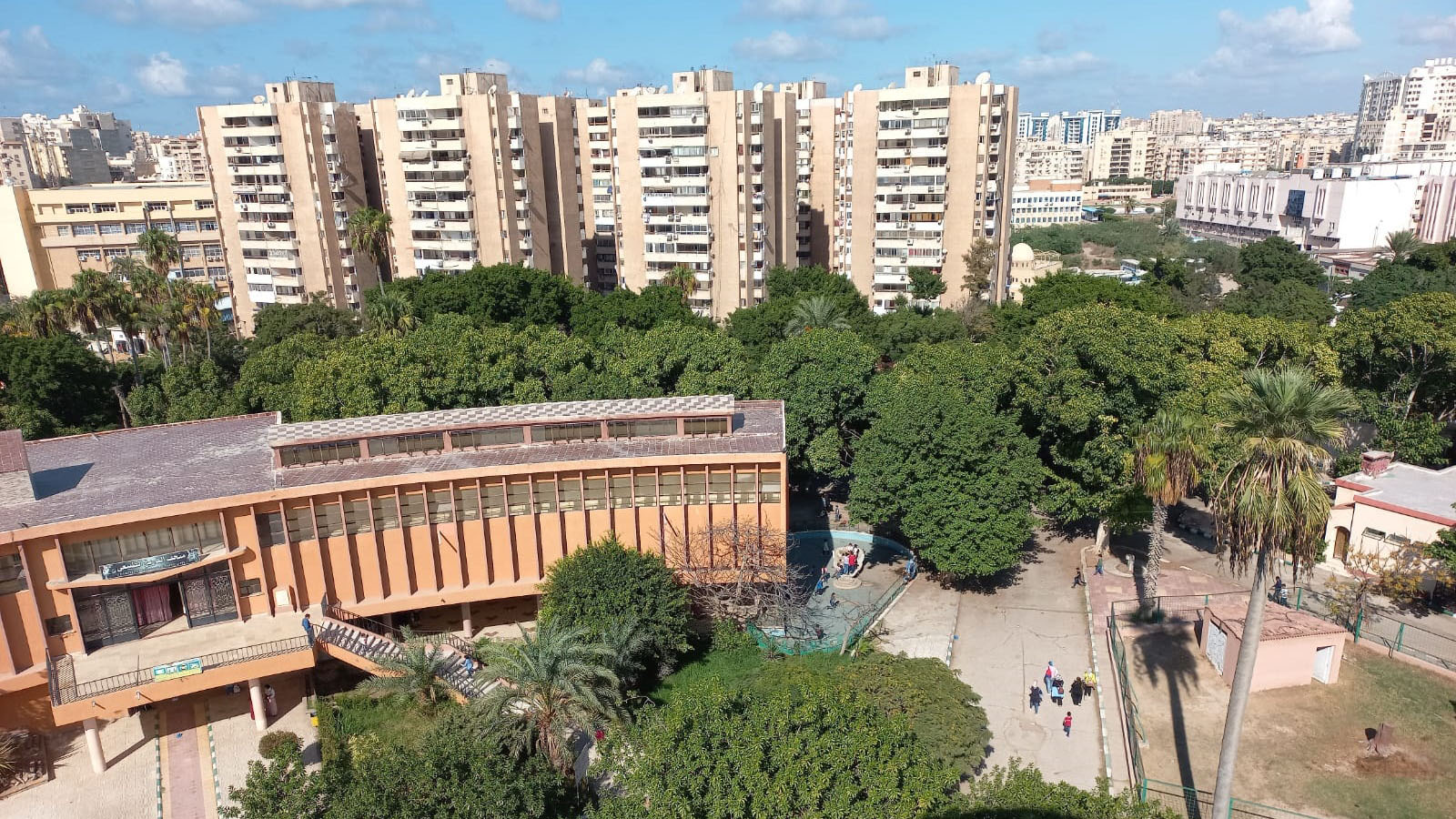
منظر عام للحديقة
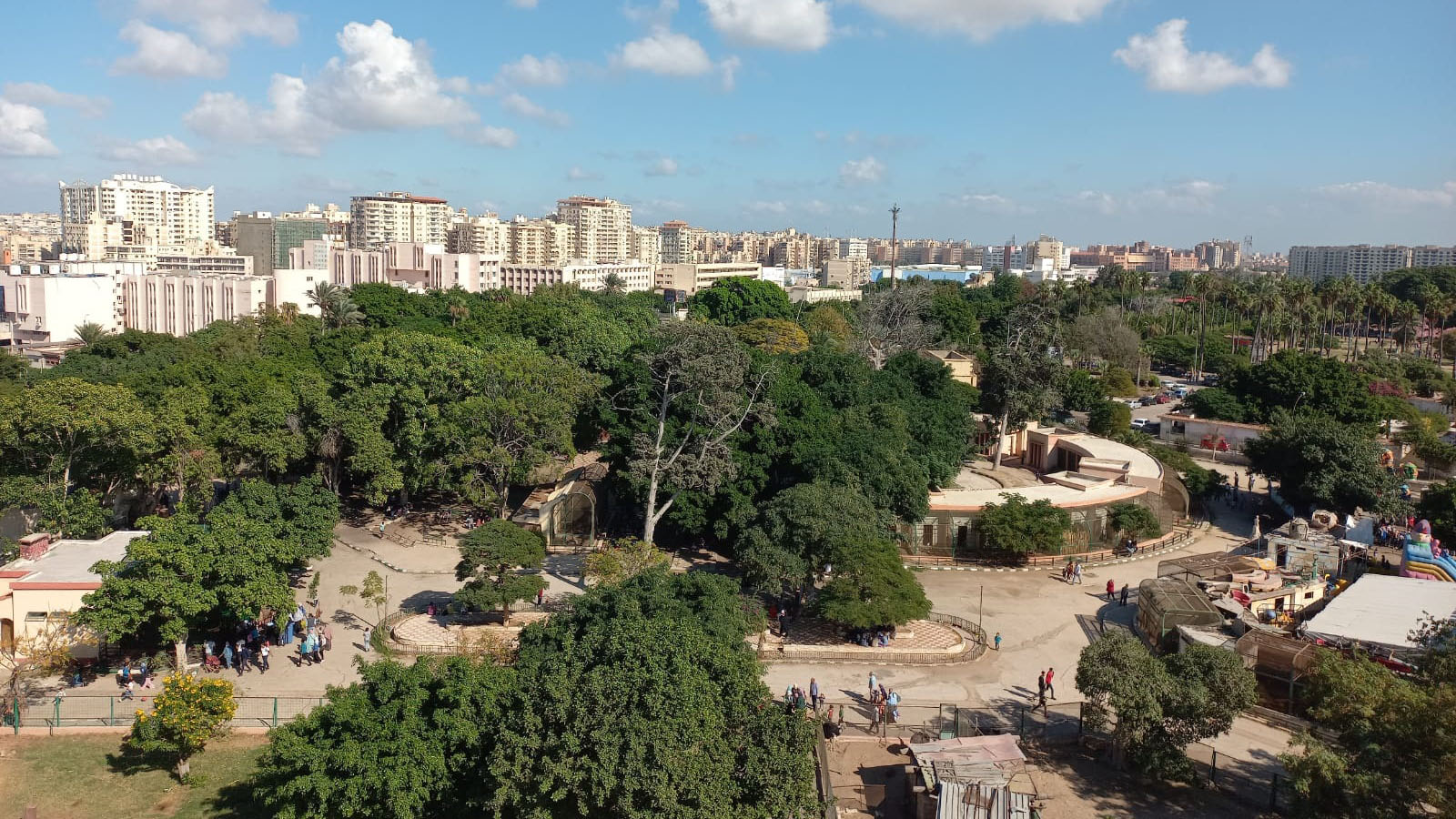
منظر عام للحديقة
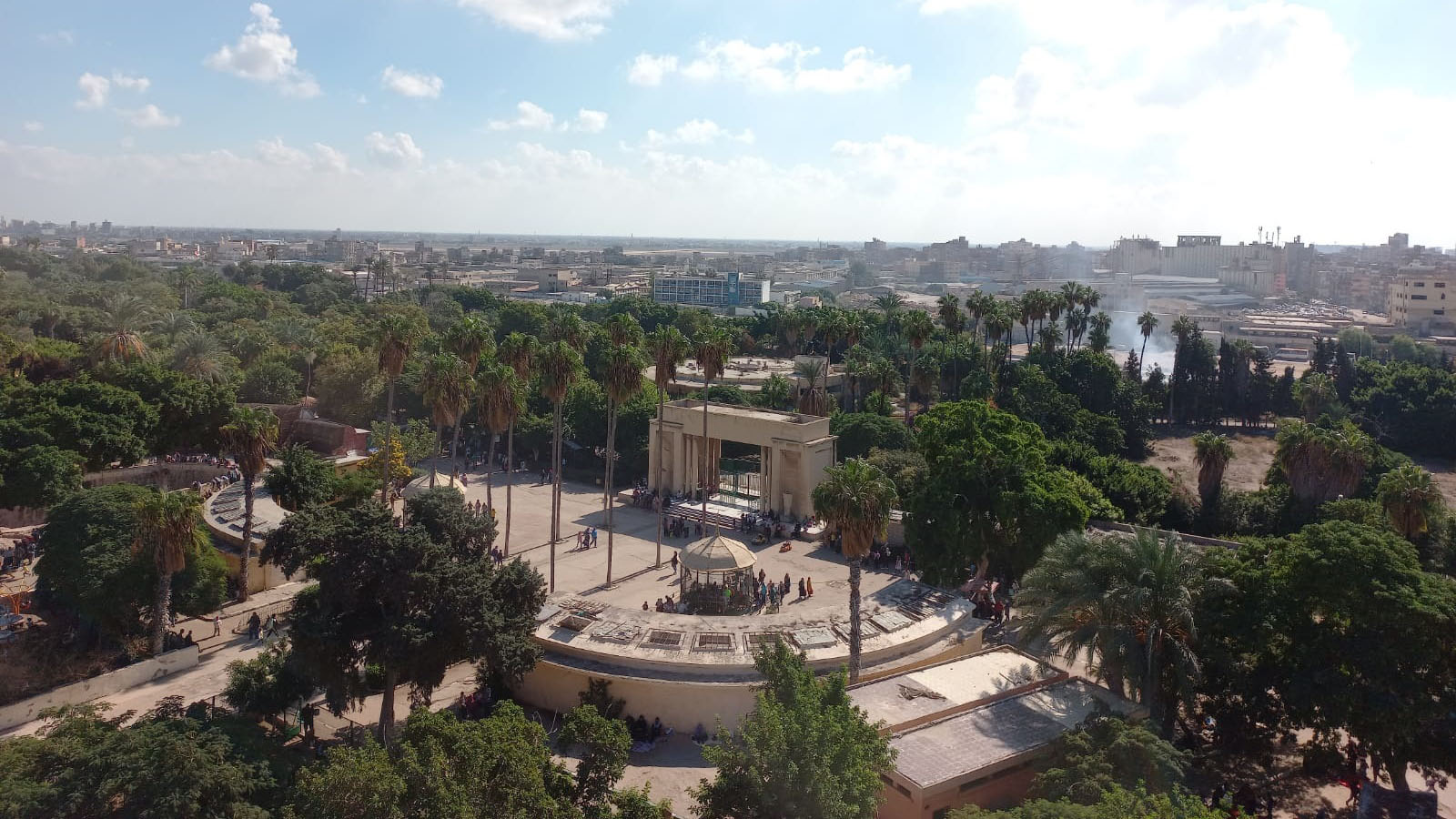
منظر عام للحديقة
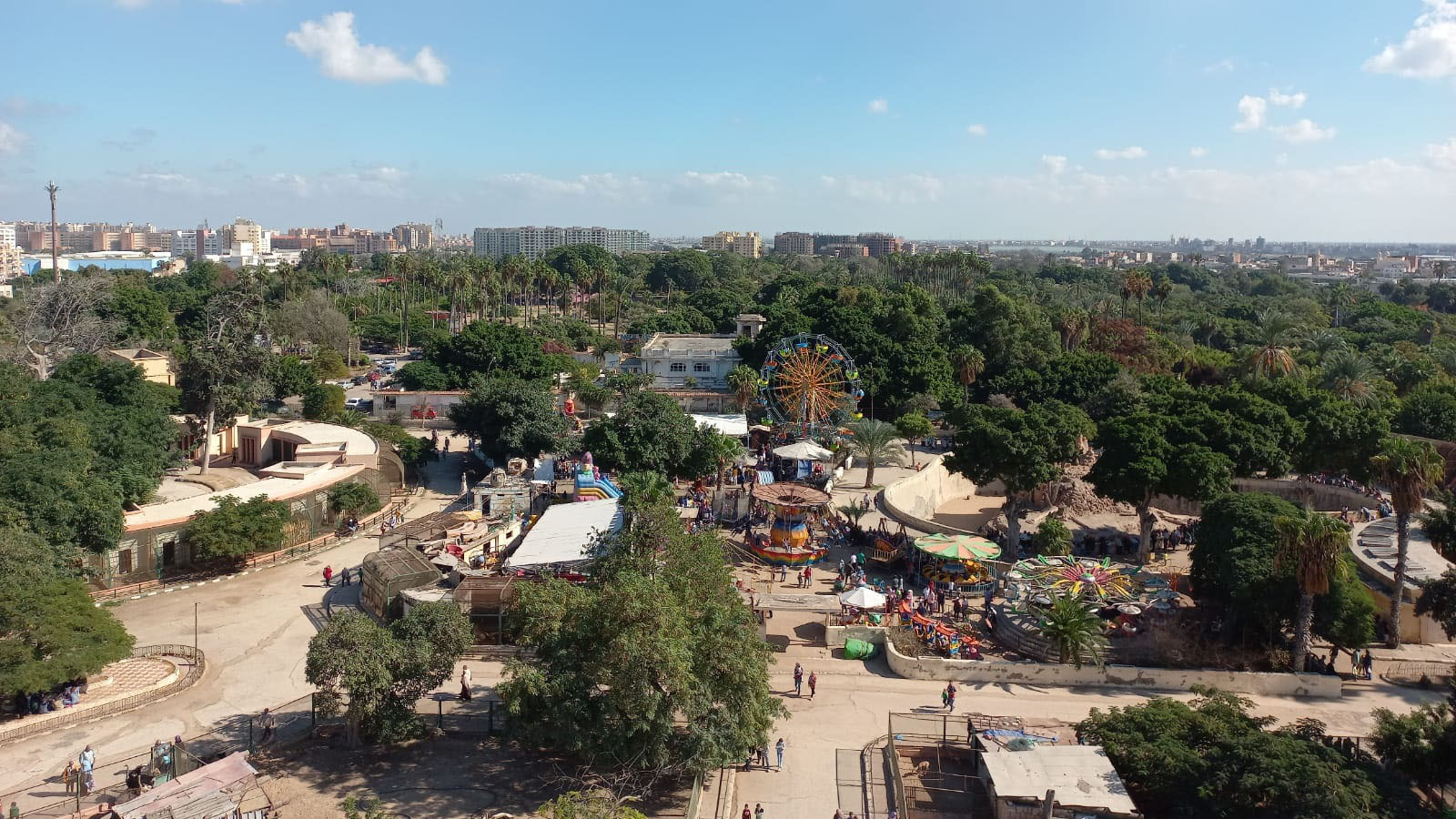
منظر عام للحديقة
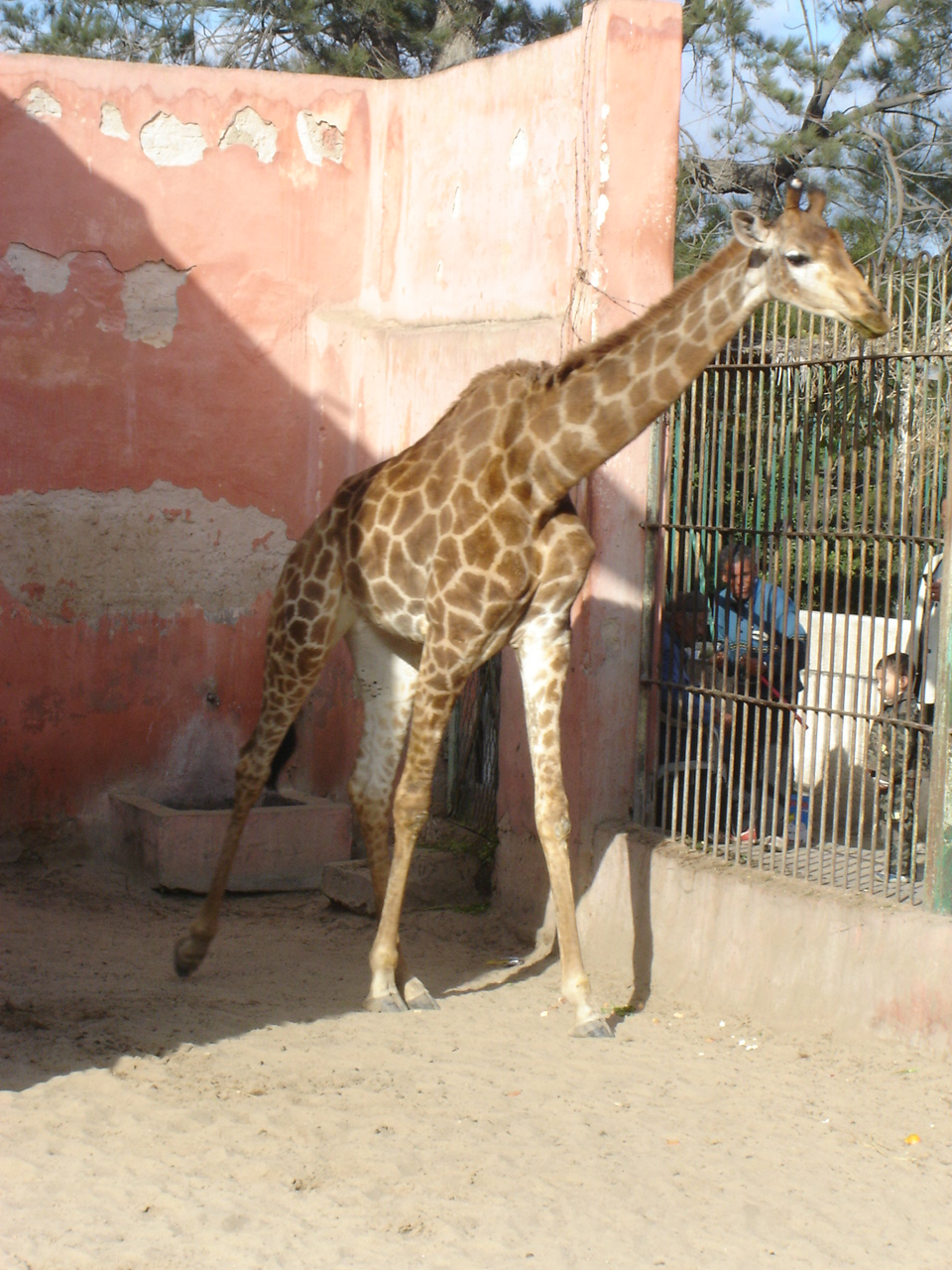
زرافة في الحديقة
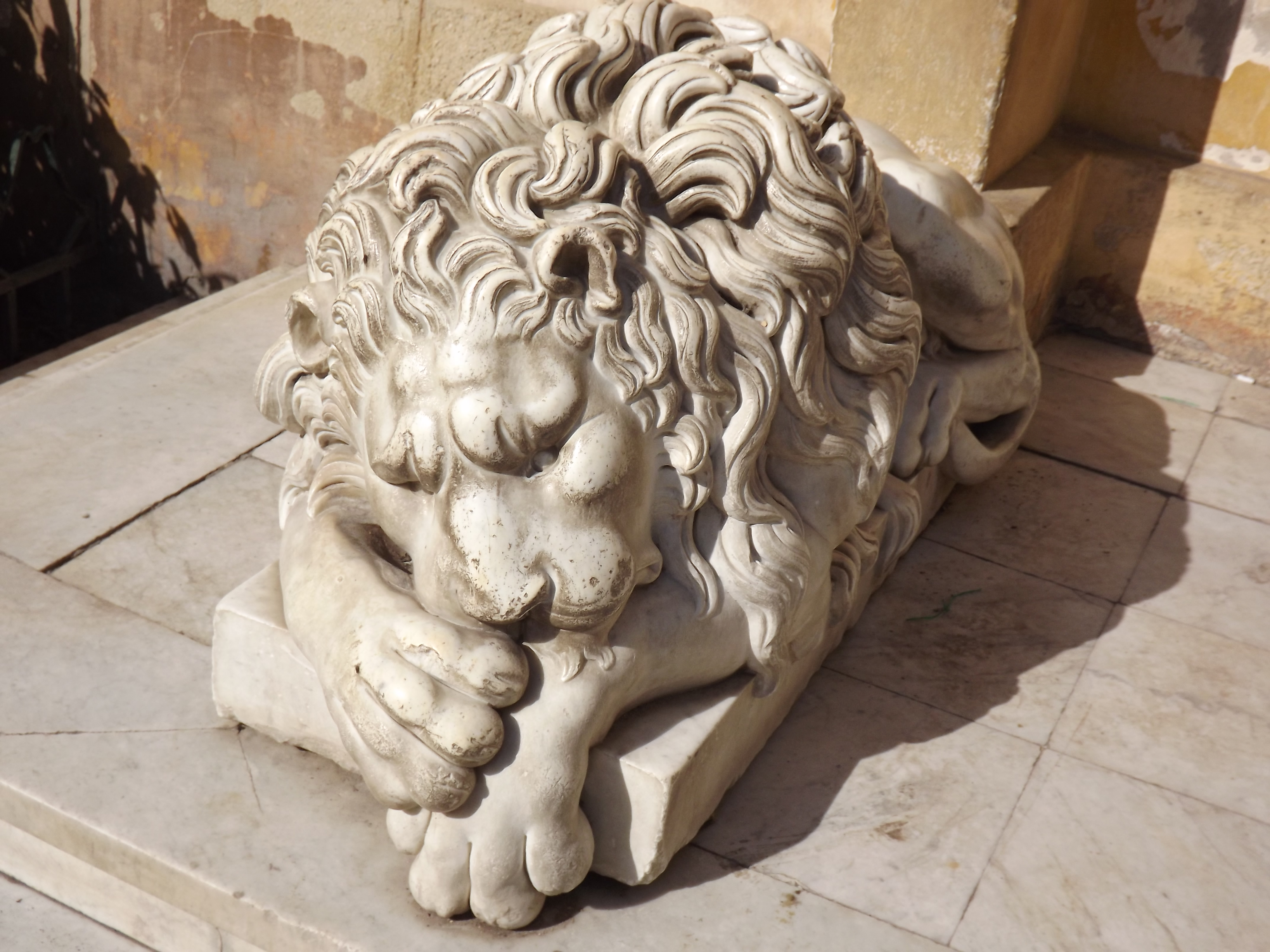
تمثال أسد في الحديقة
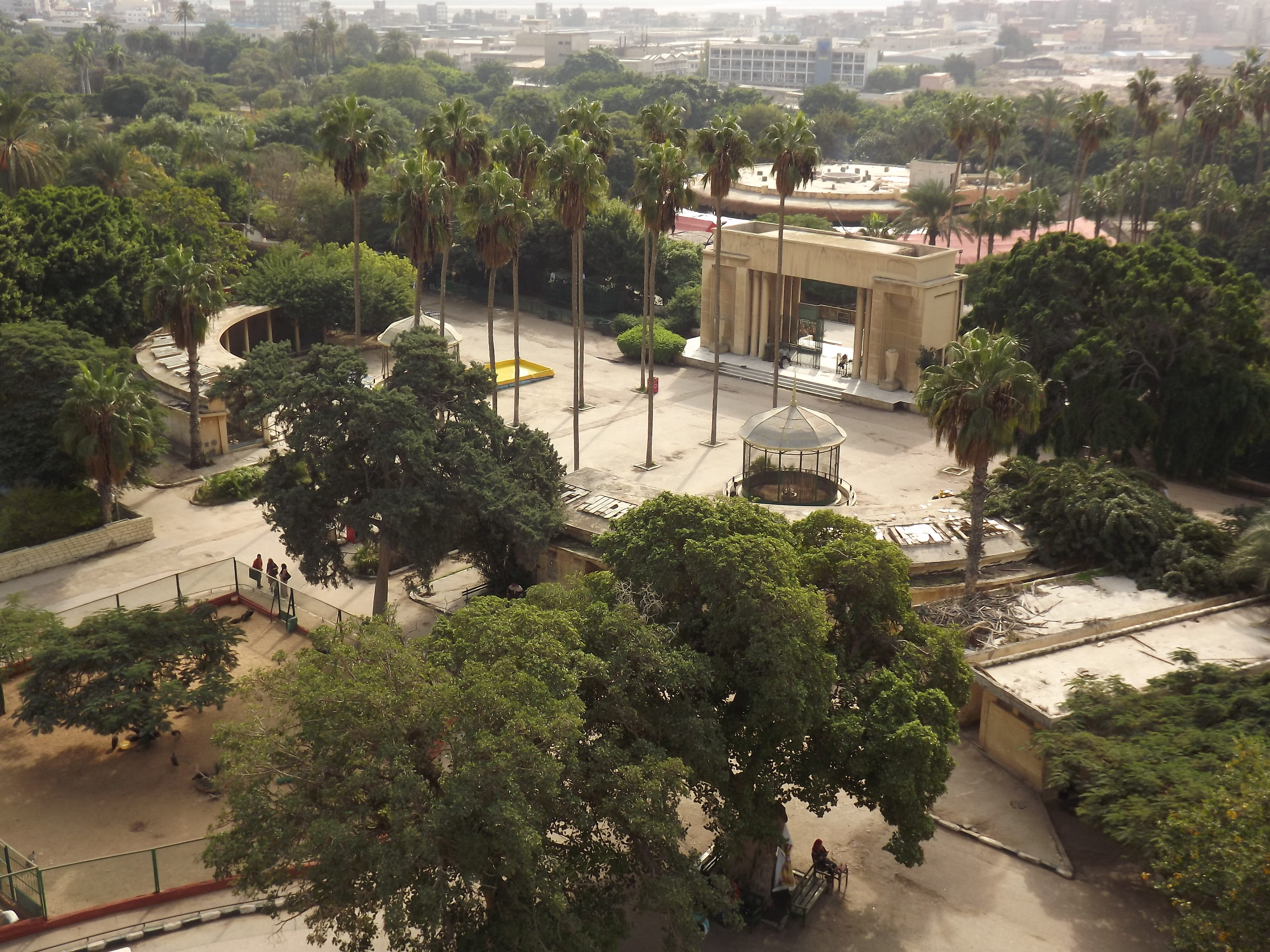
منظر لحديقة النزهة ملتقط من أعلي برج حديقة
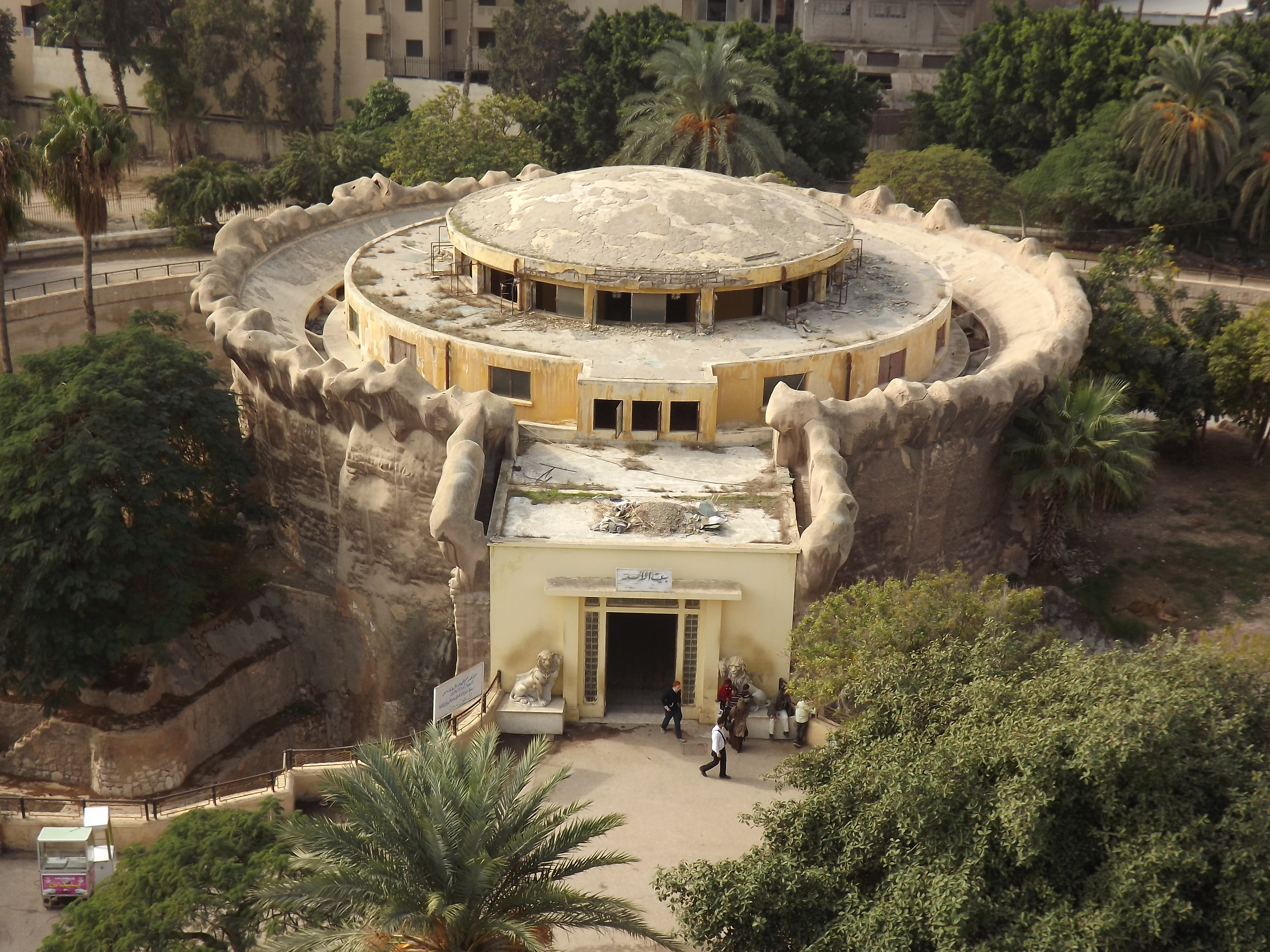
بيت السباع من أعلى برج حديقة
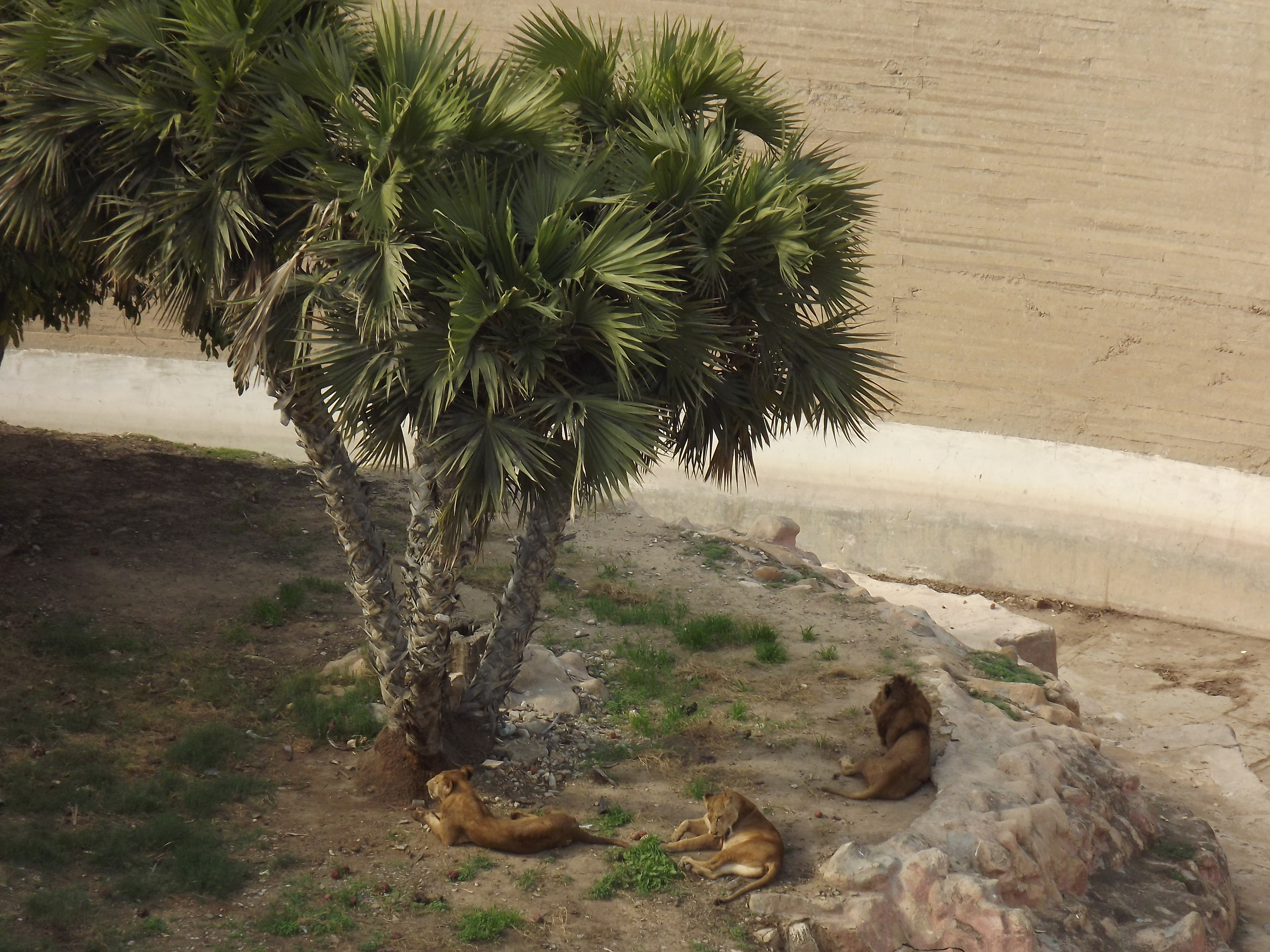
الأسود في الفناء الخارجي للحديقة
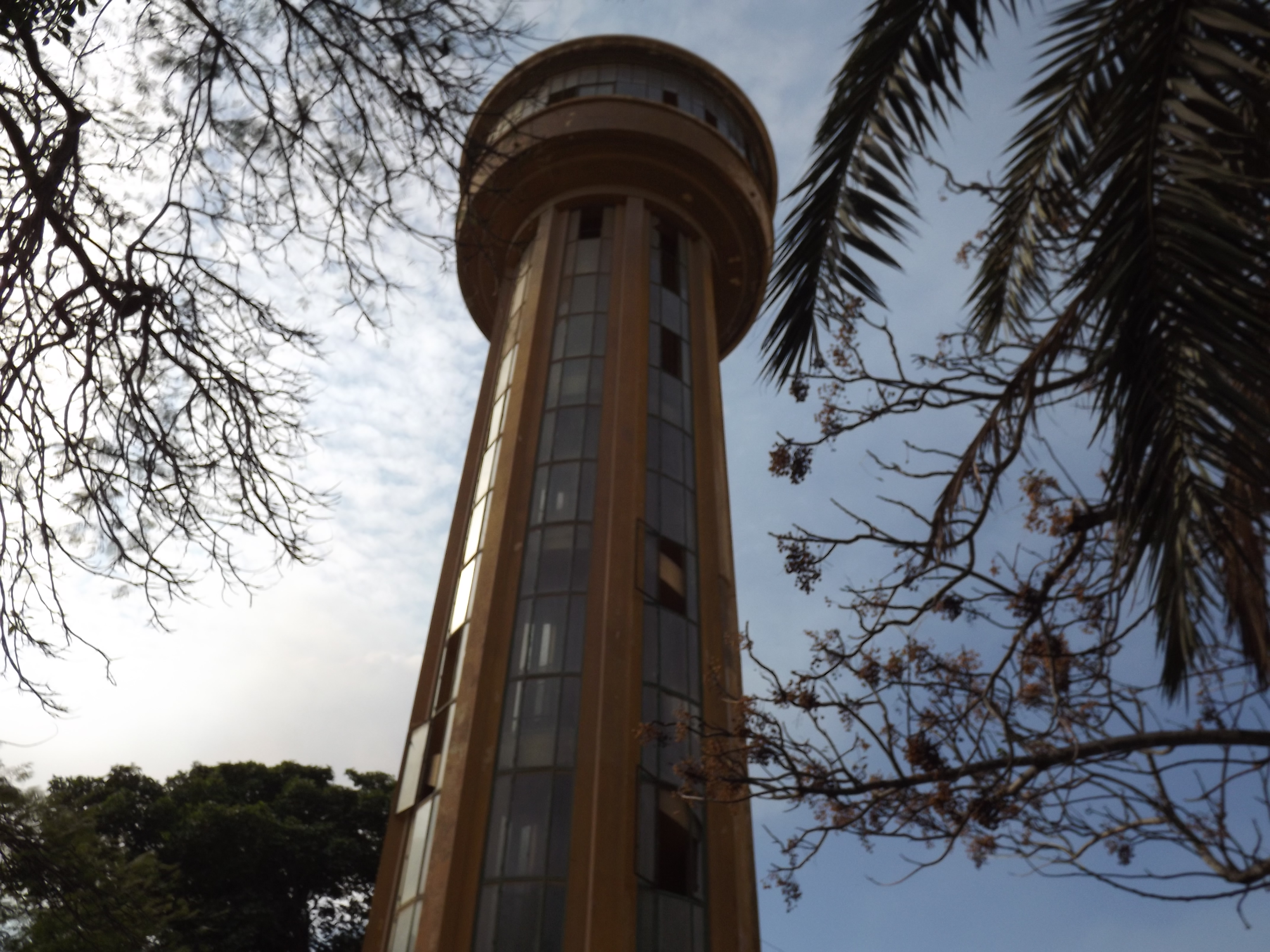
برج الحديقة
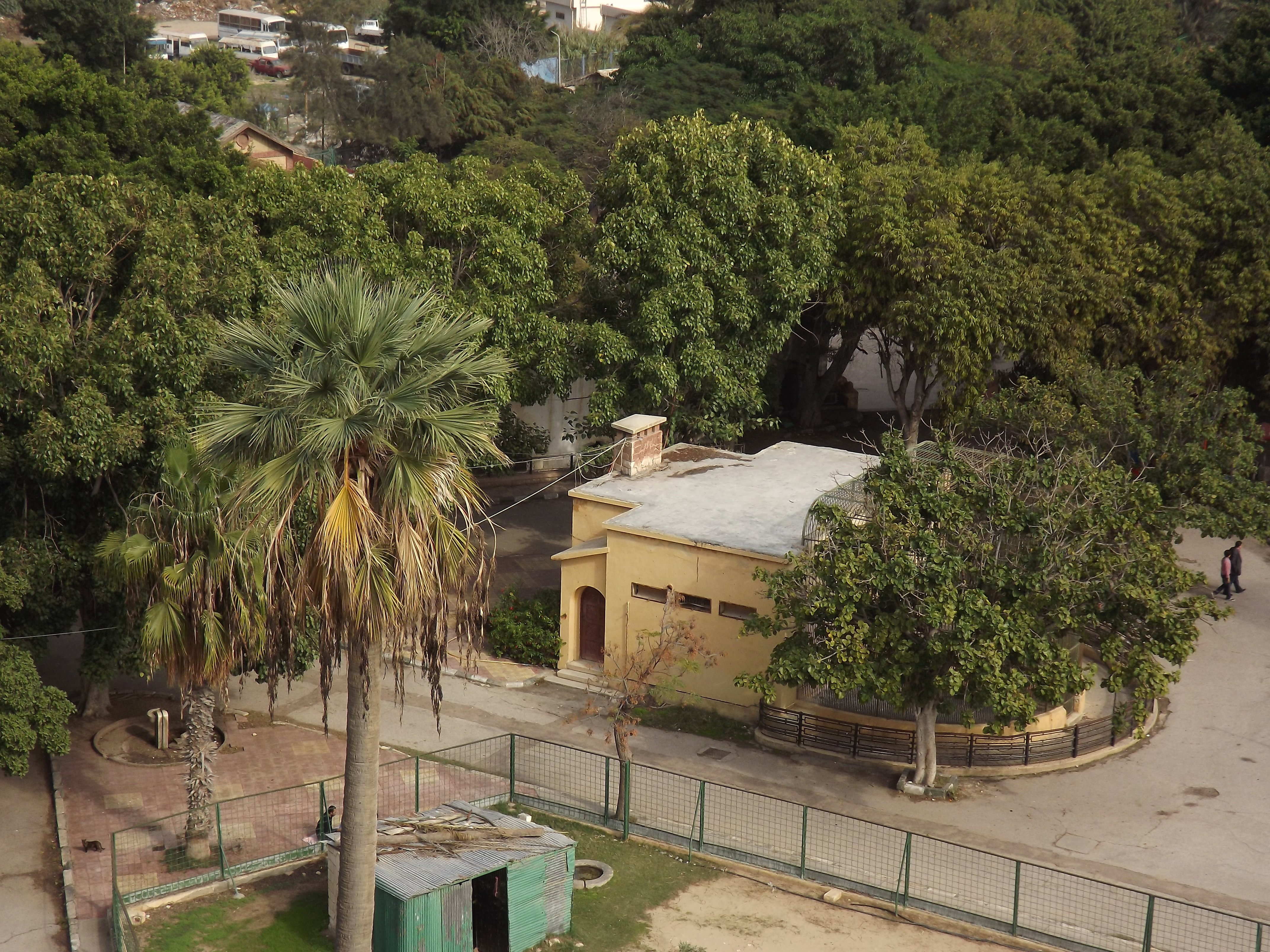
الحديقة
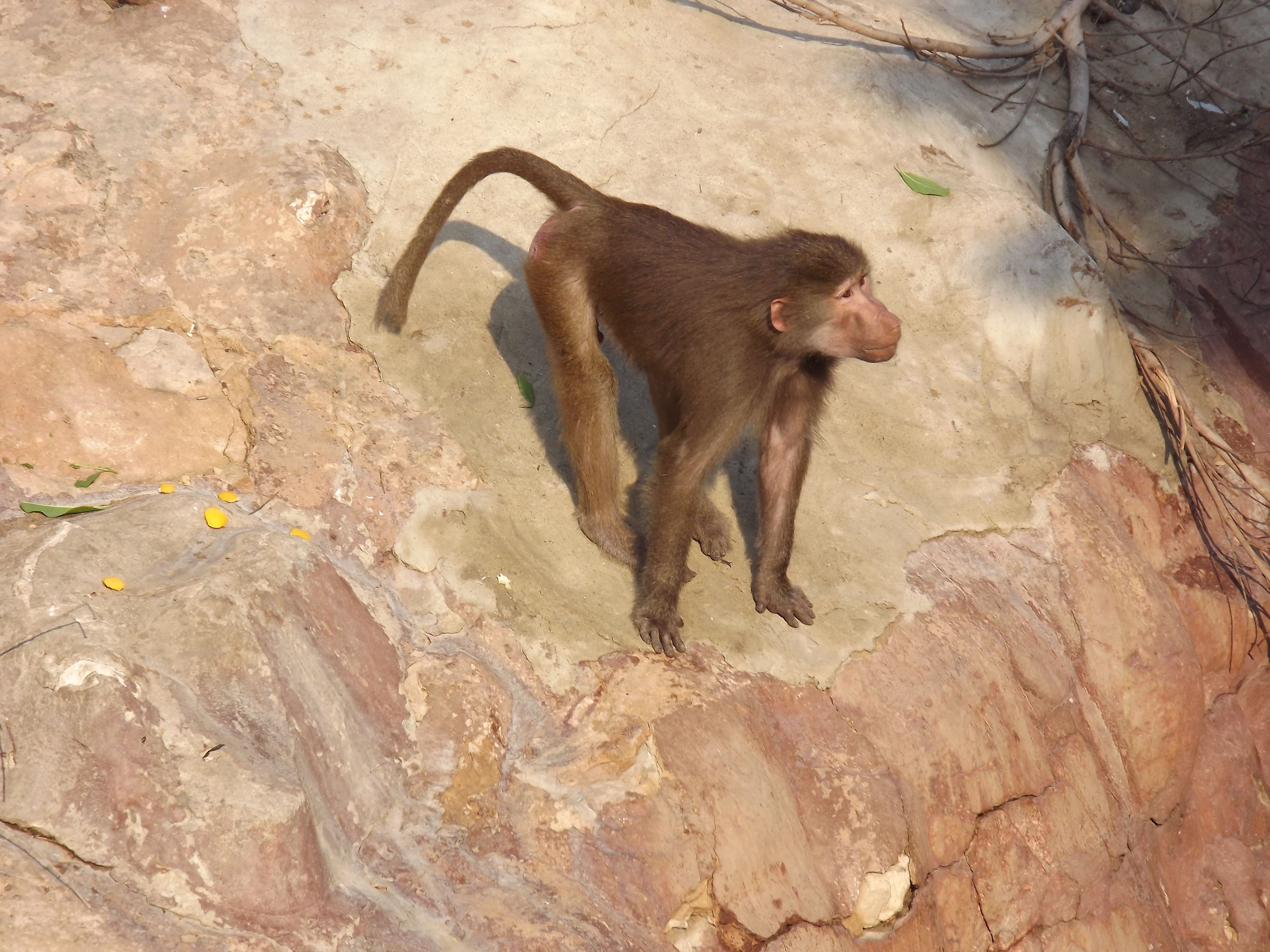
قرد حبشي في الحديقة
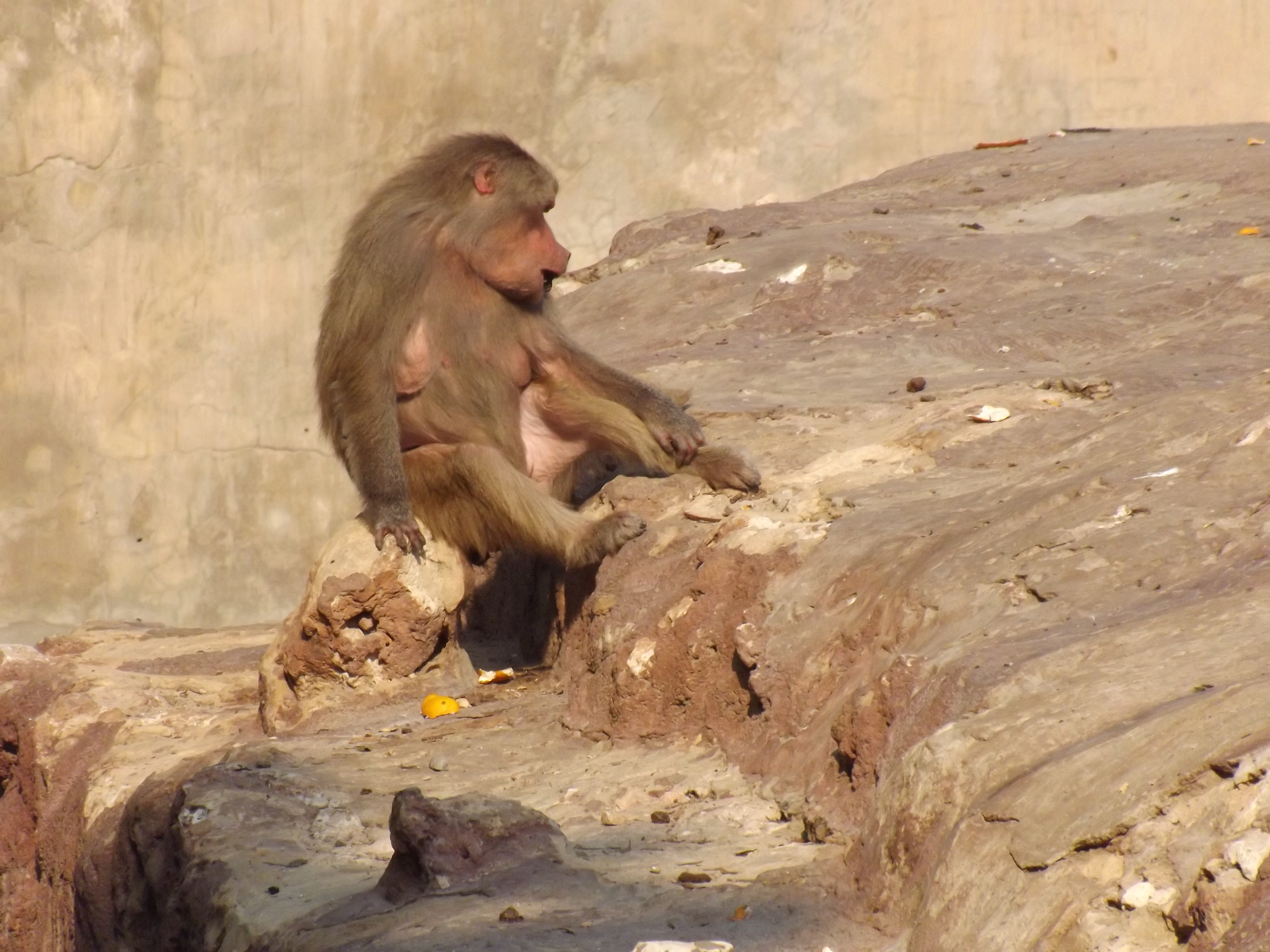
قرد حبشي في الحديقة
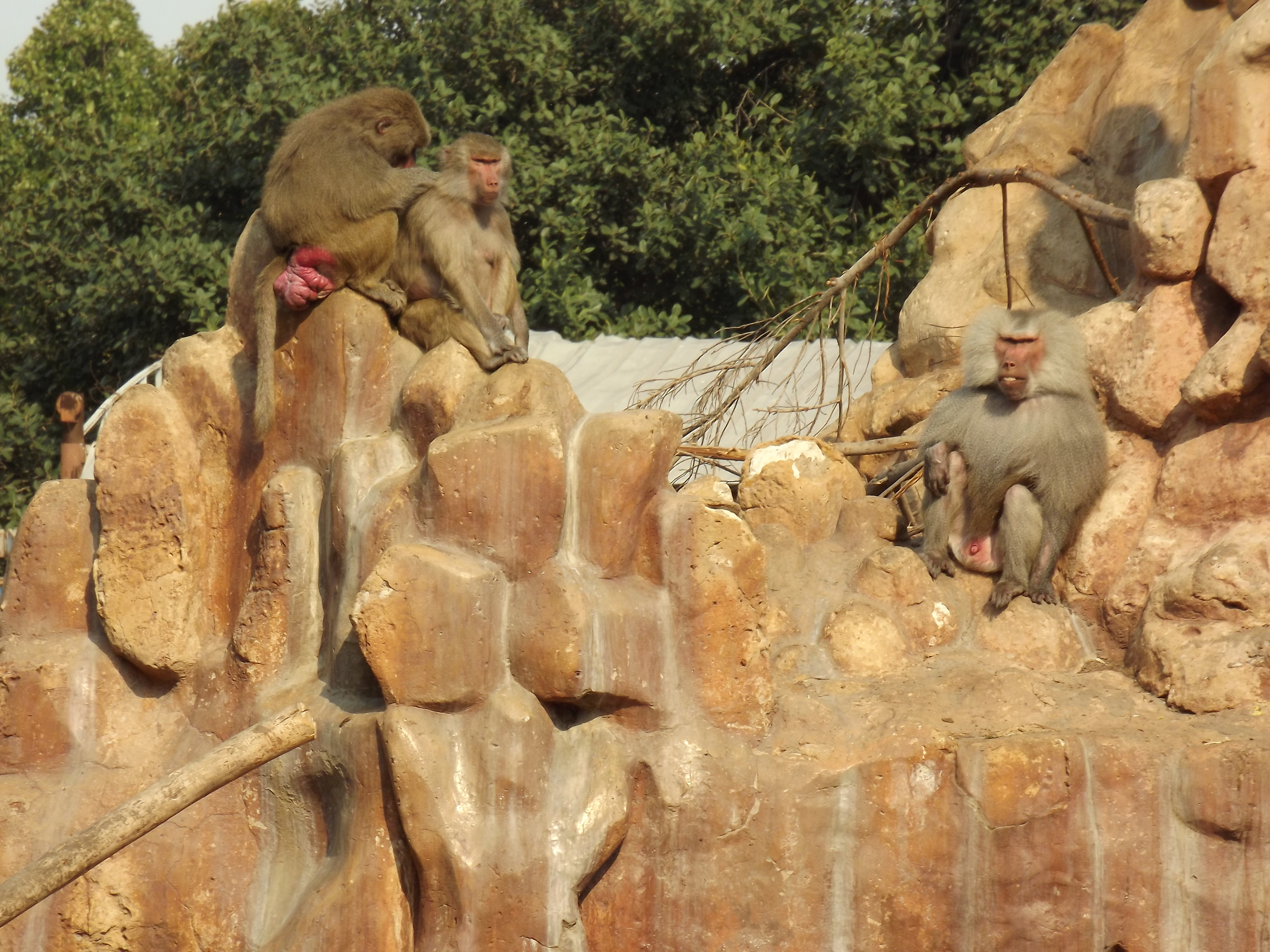
قرد حبشي في الحديقة
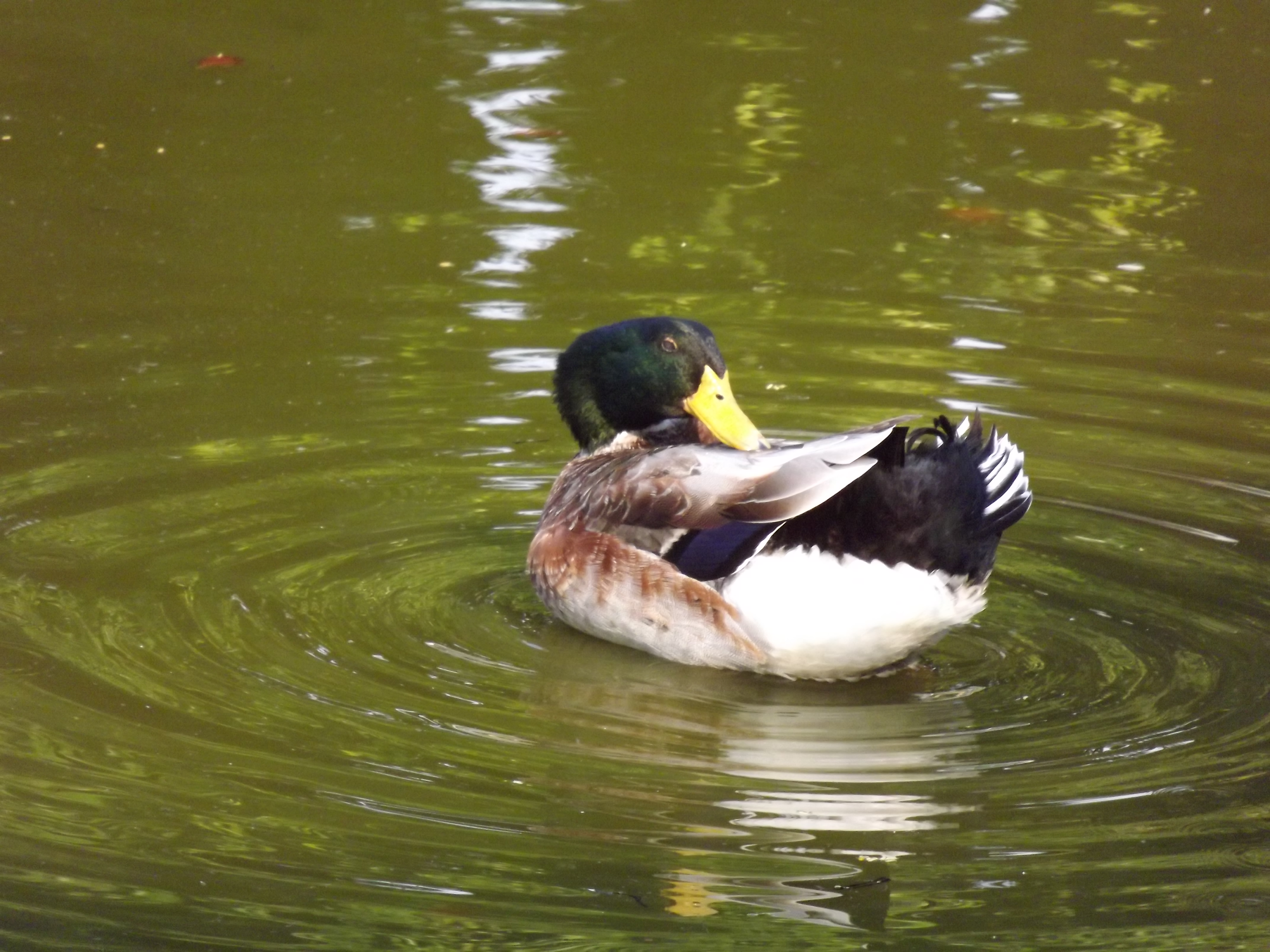
بط خضاري في الحديقة
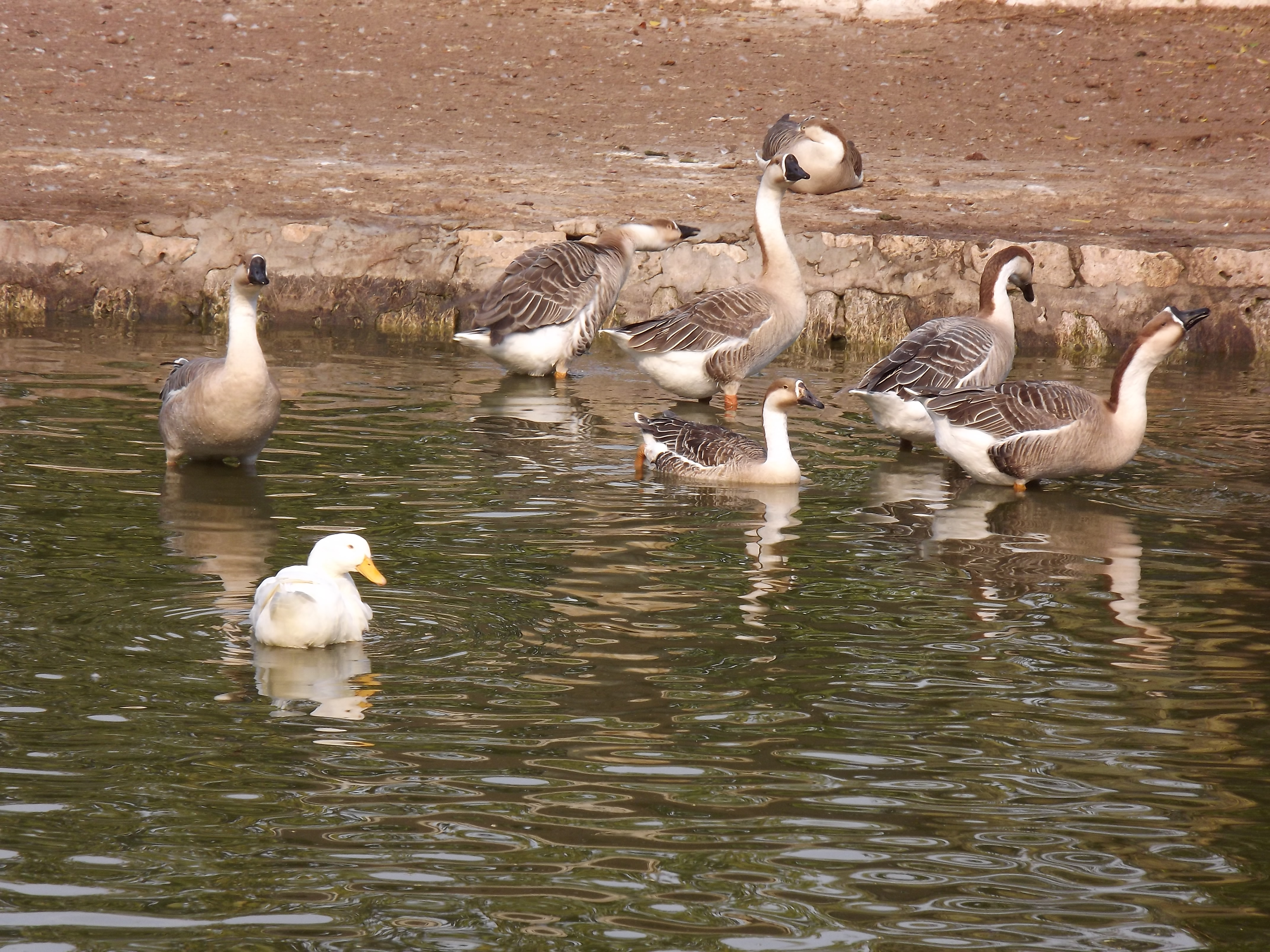
إوز صيني في الحديقة
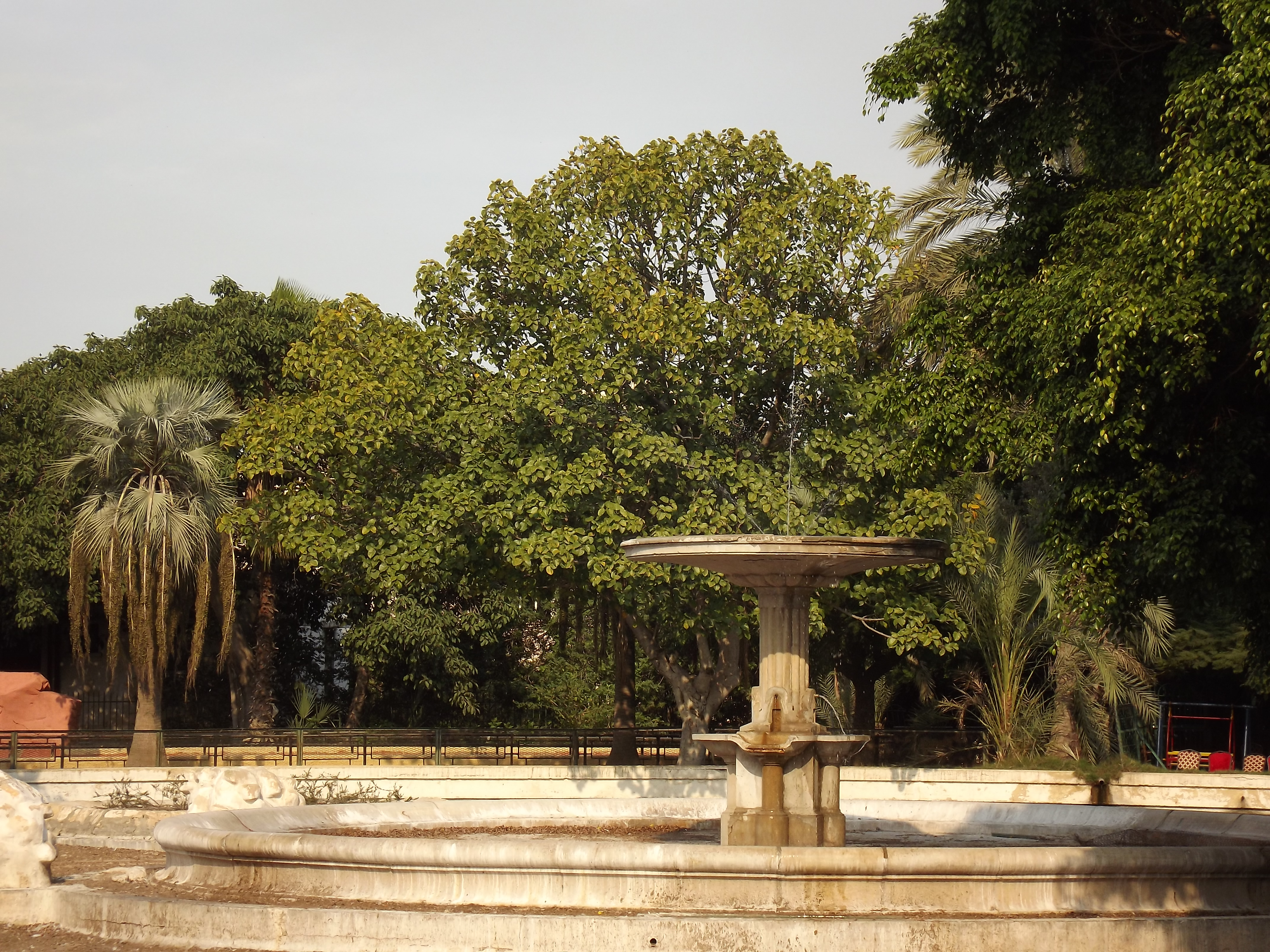
نافورة في وسط بحيرة البجع في الحديقة
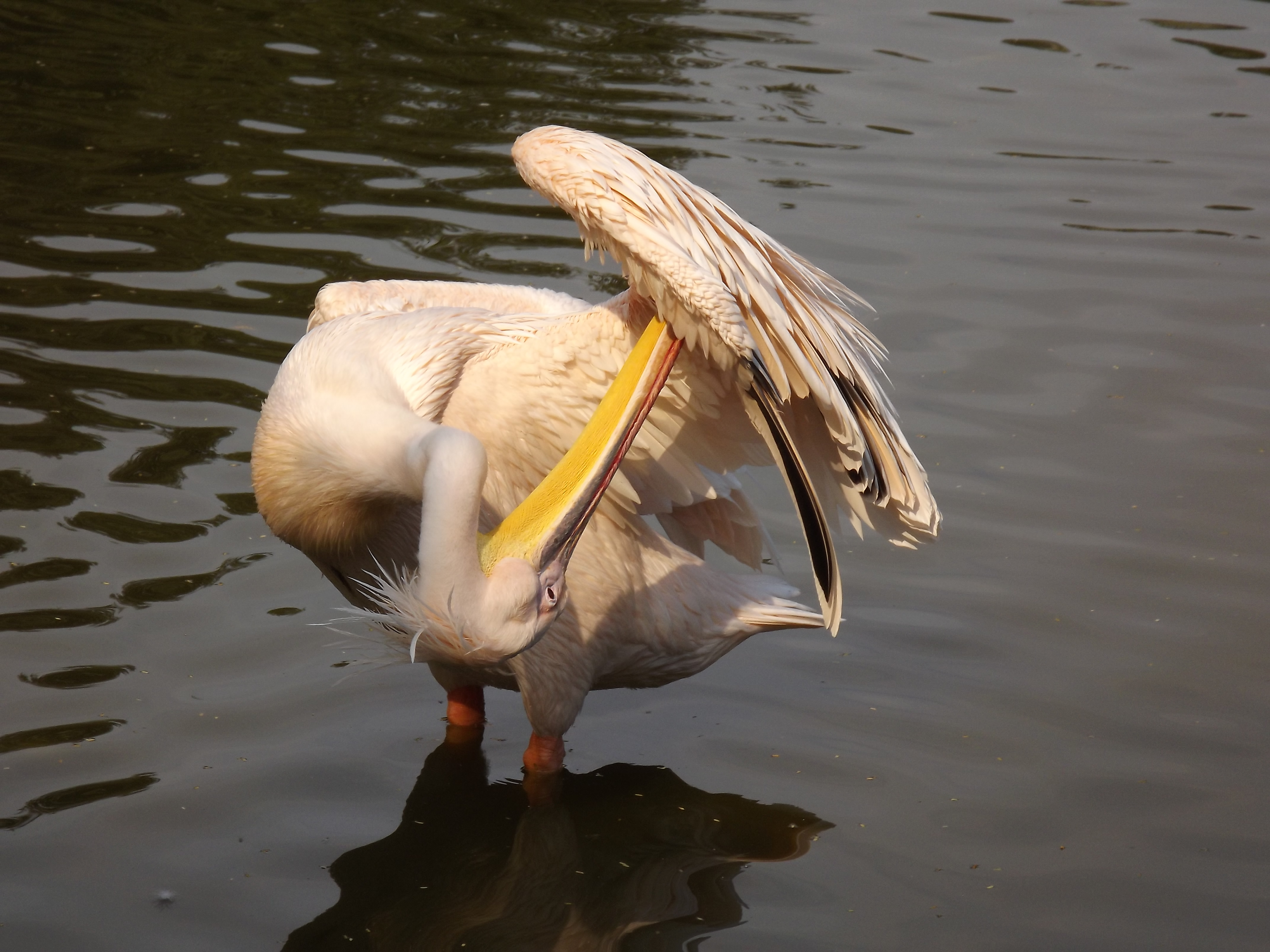
بجع أبيض في الحديقة
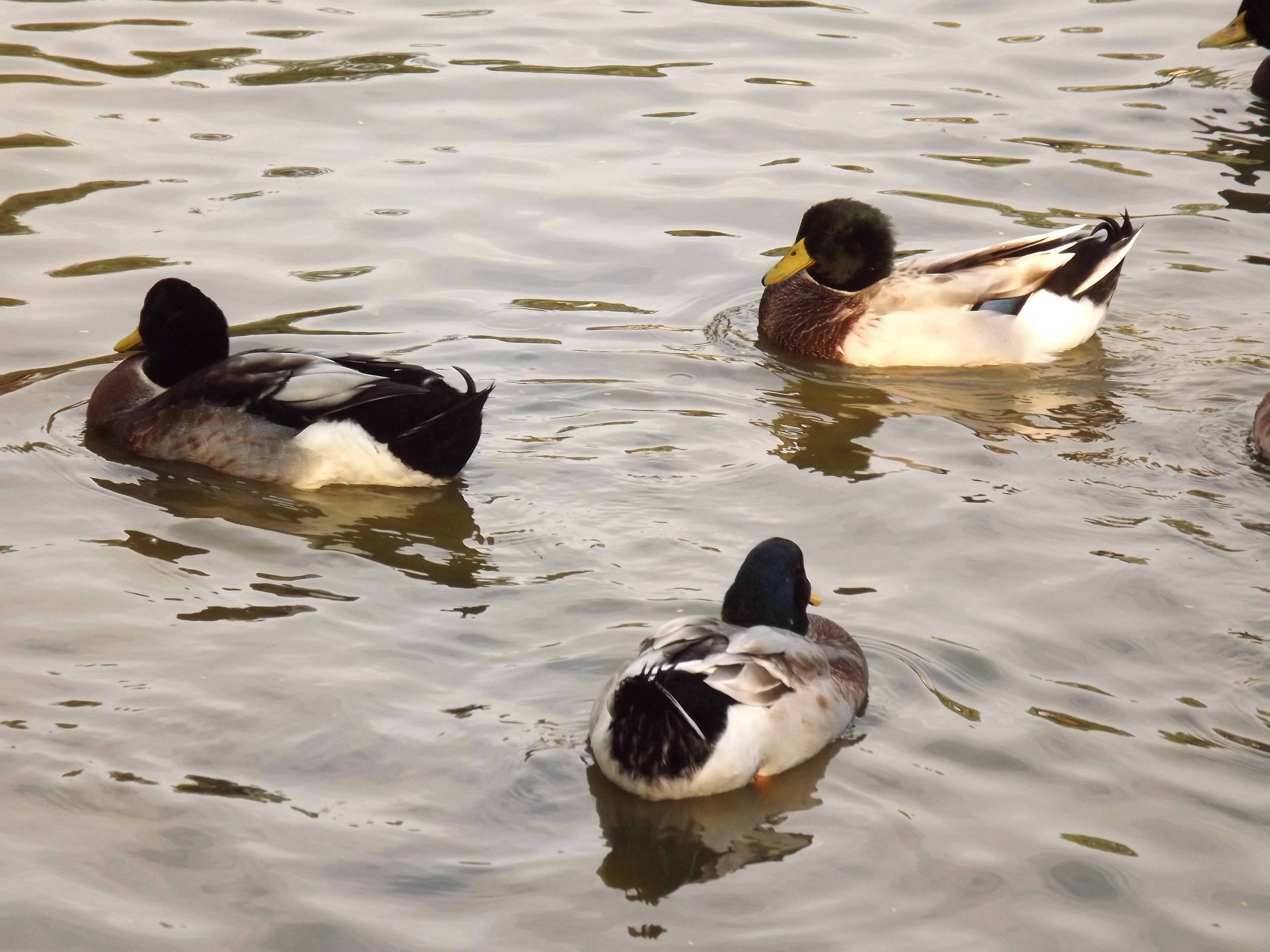
بط خضاري في الحديقة
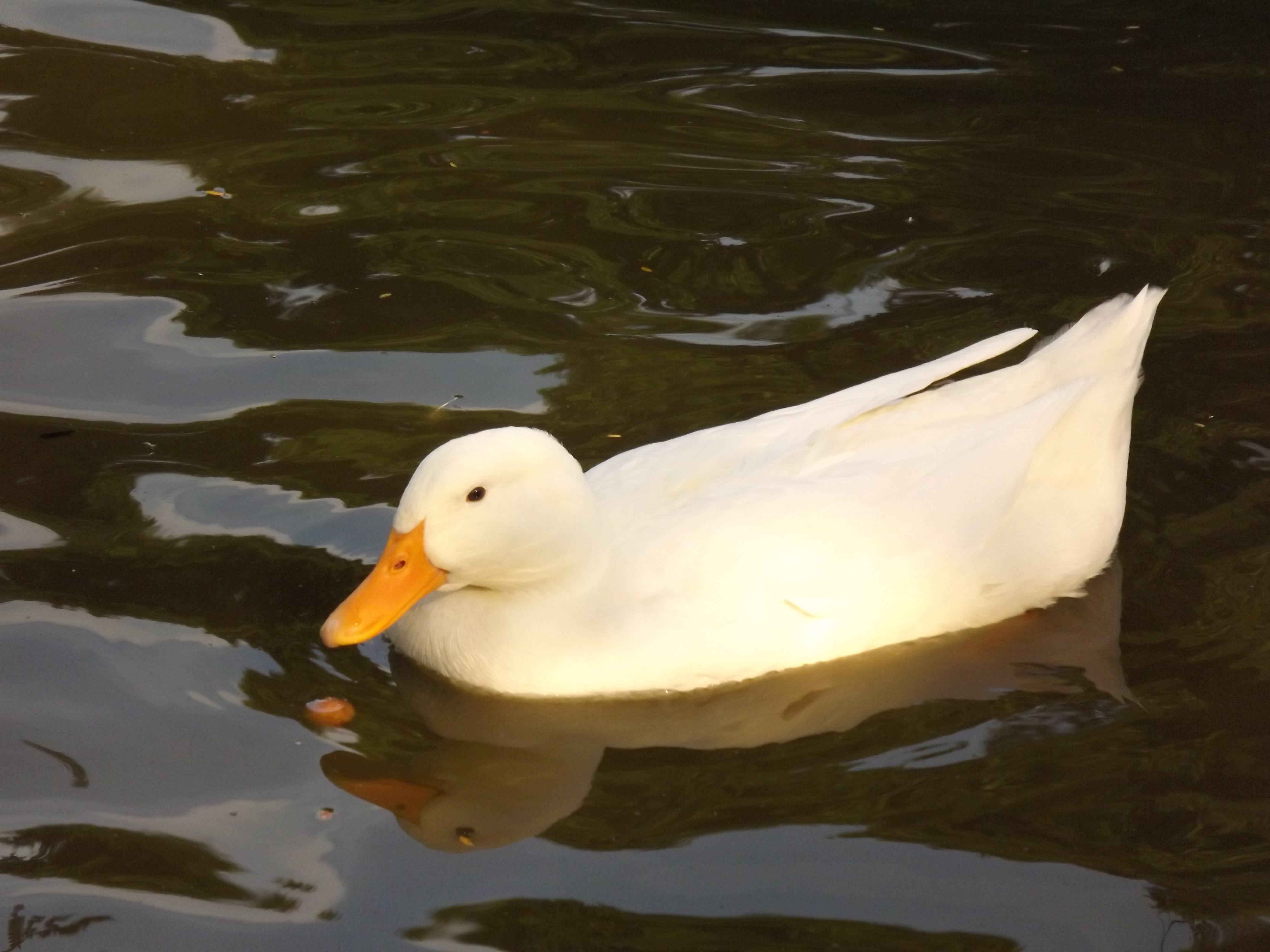
الحديقة
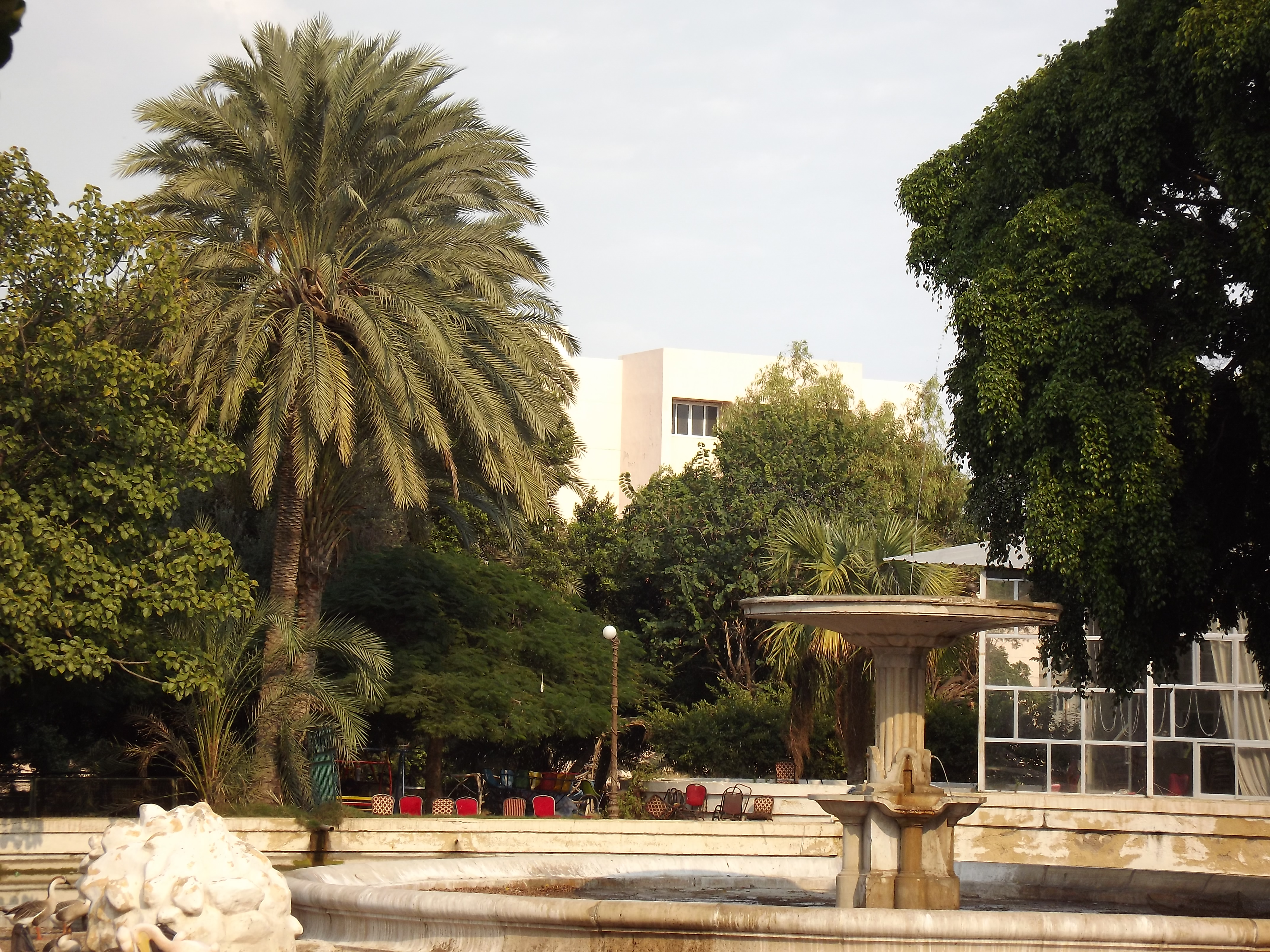
نافورة في وسط بحيرة البجع في الحديقة
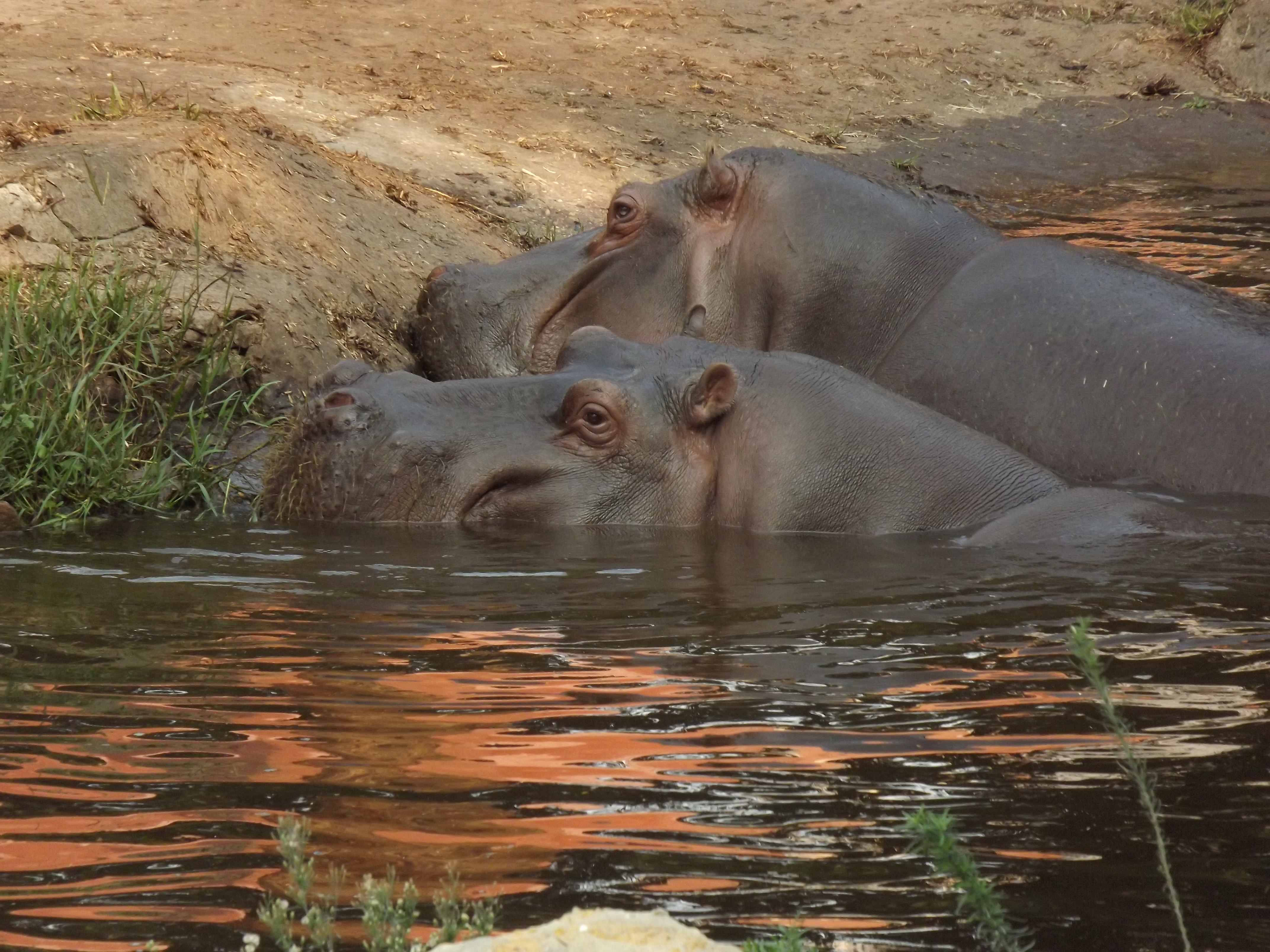
فرس النهر في الحديقة
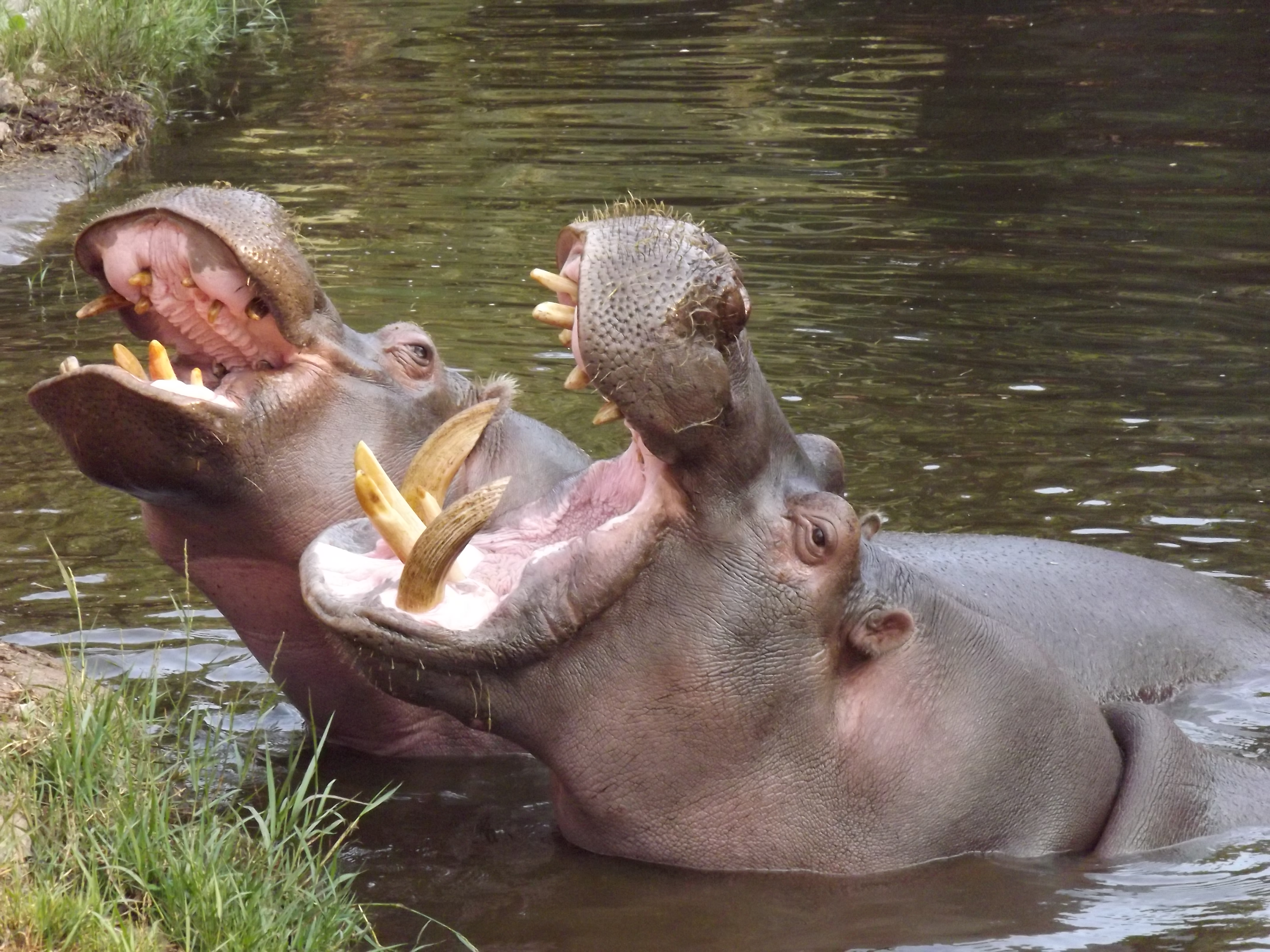
فرس النهر في الحديقة
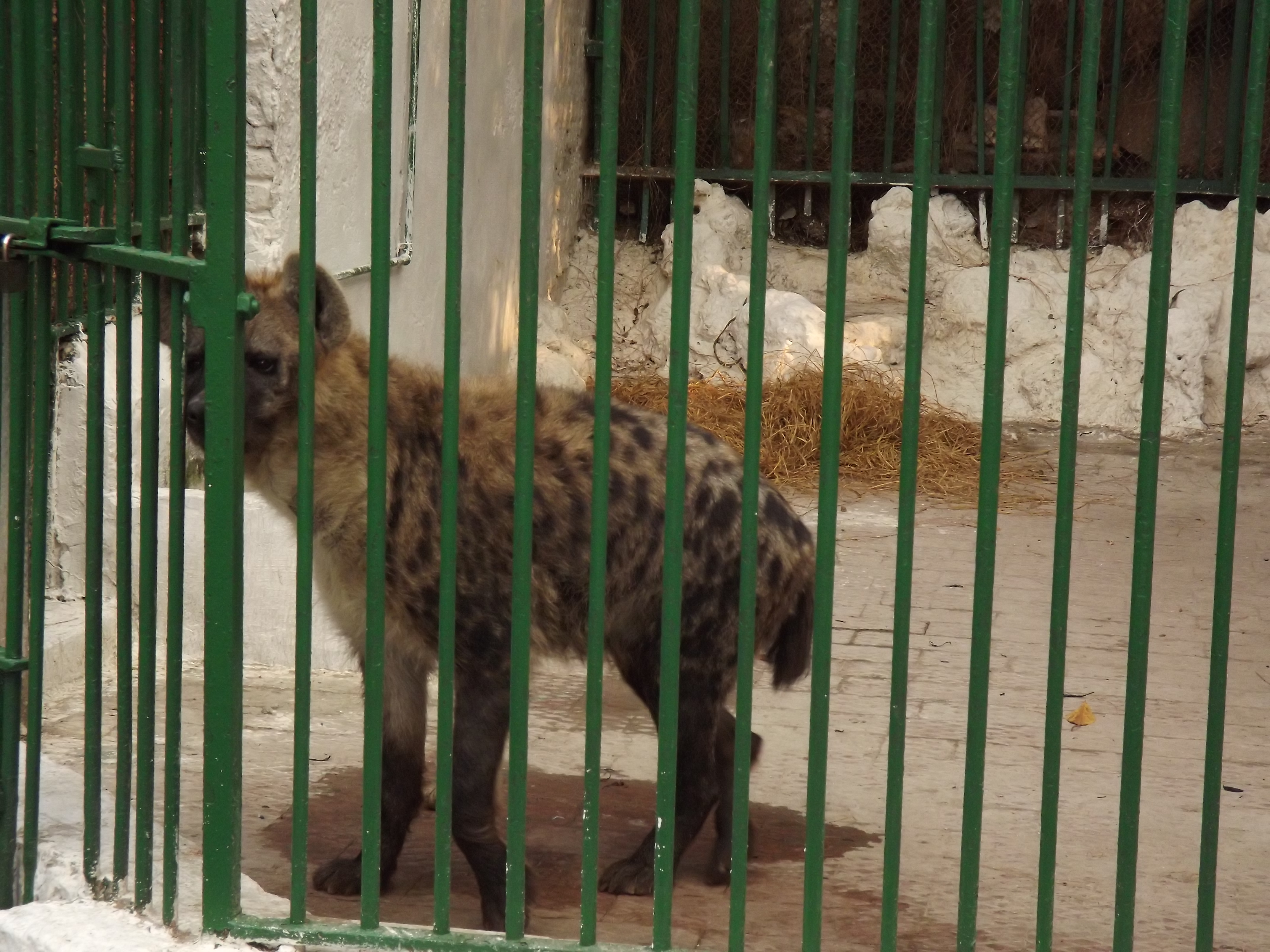
ضبع منقط في الحديقة
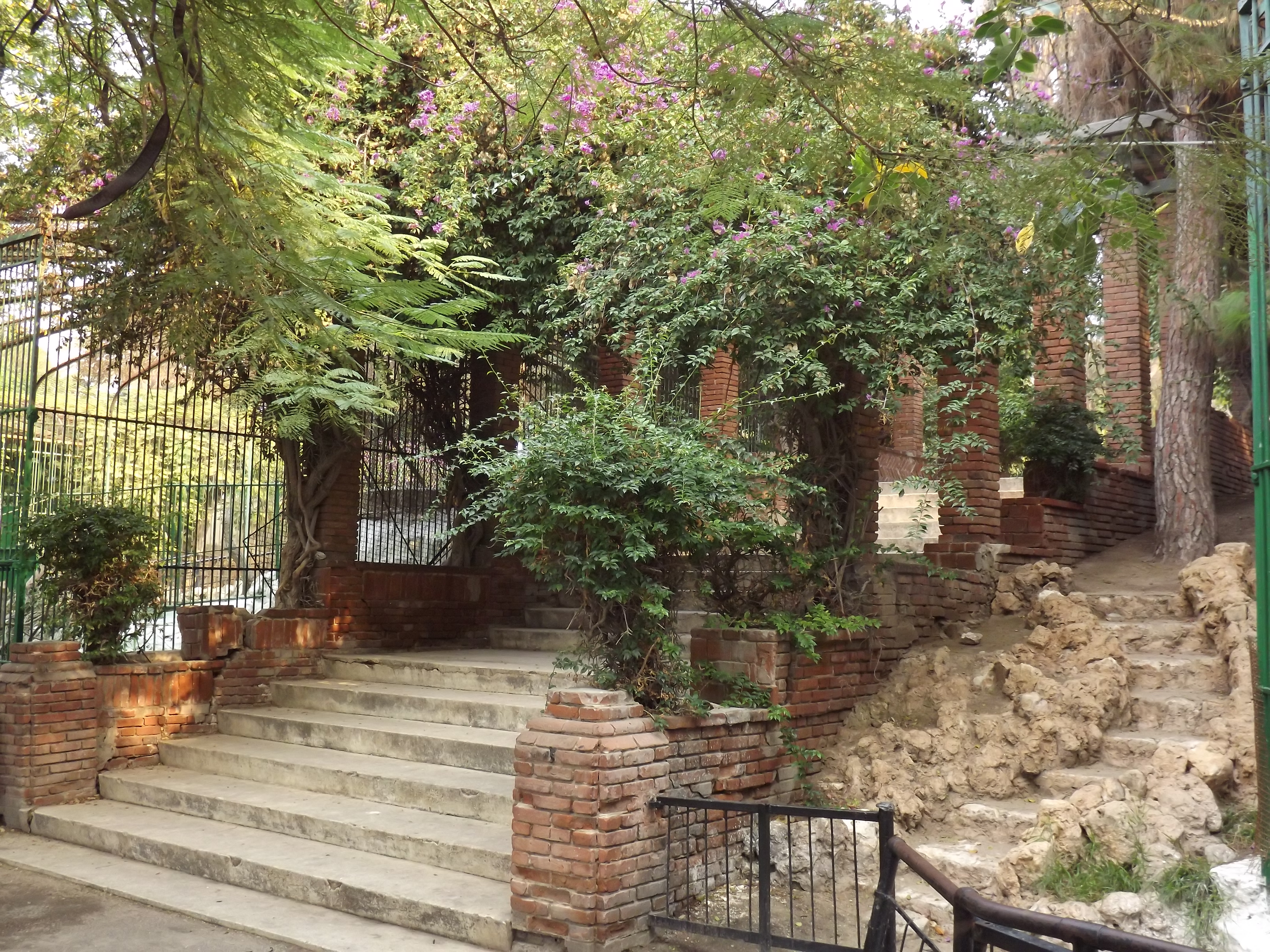
الحديقة
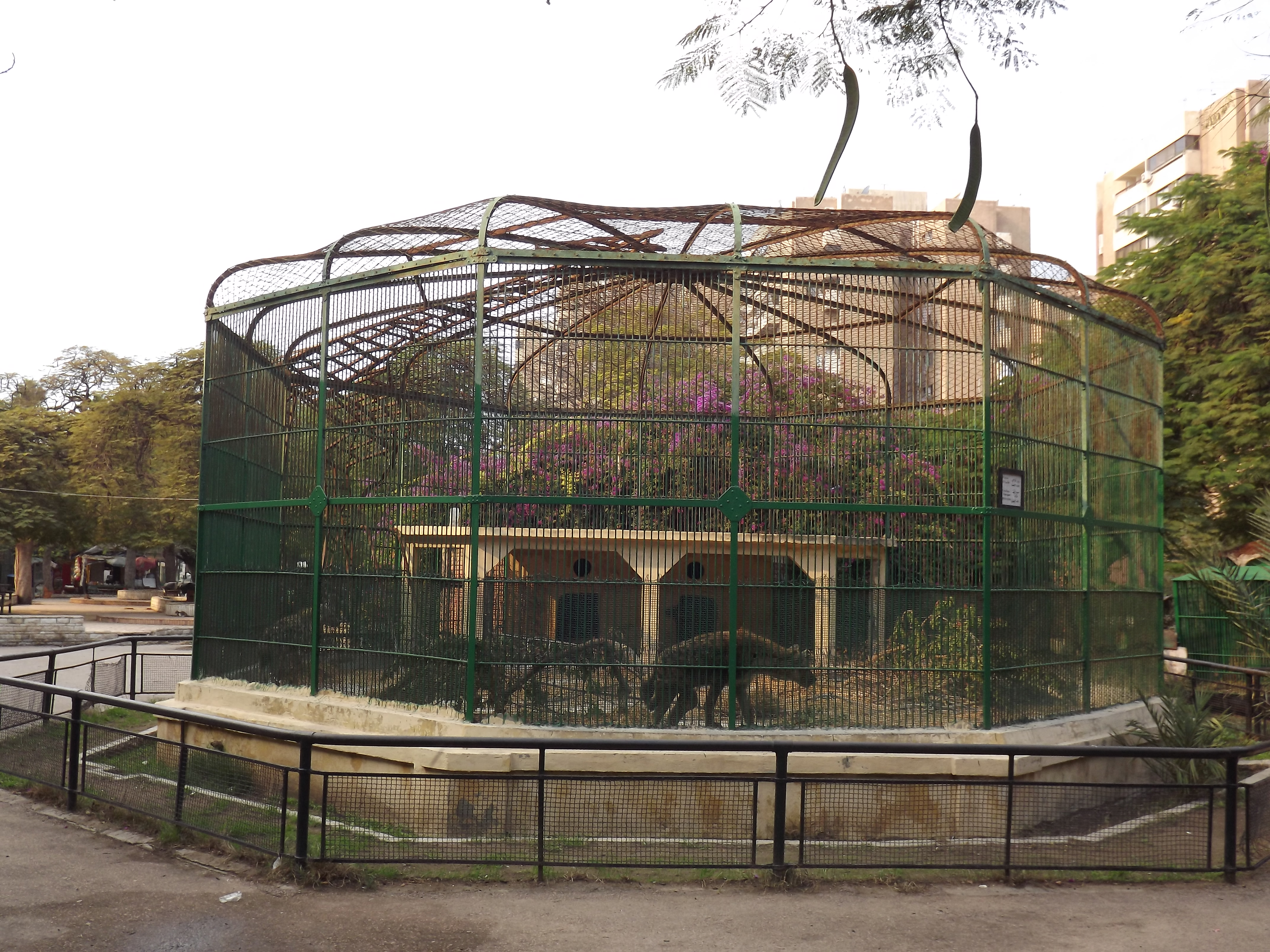
ضبع منقط في الحديقة
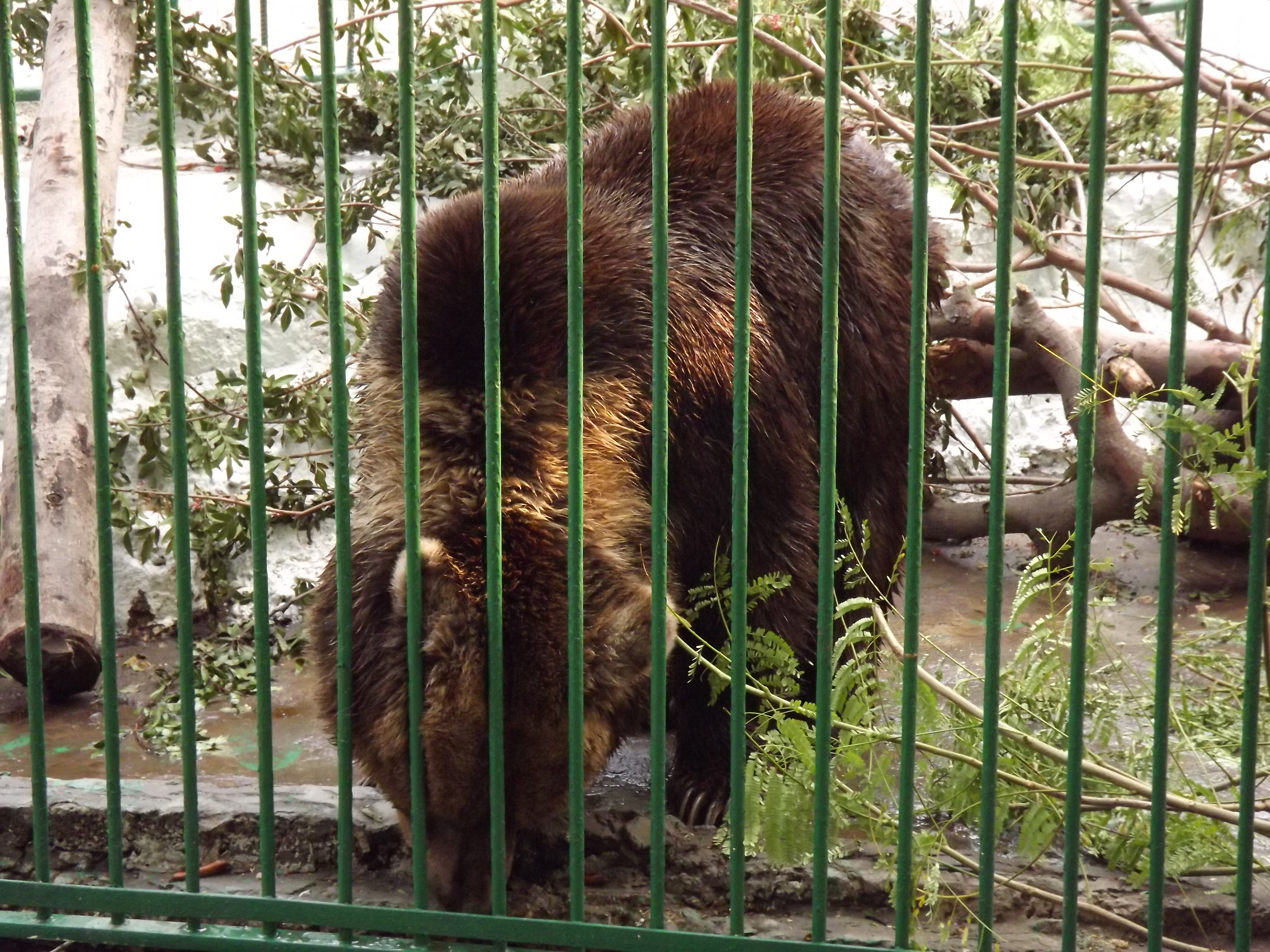
دب بني في الحديقة
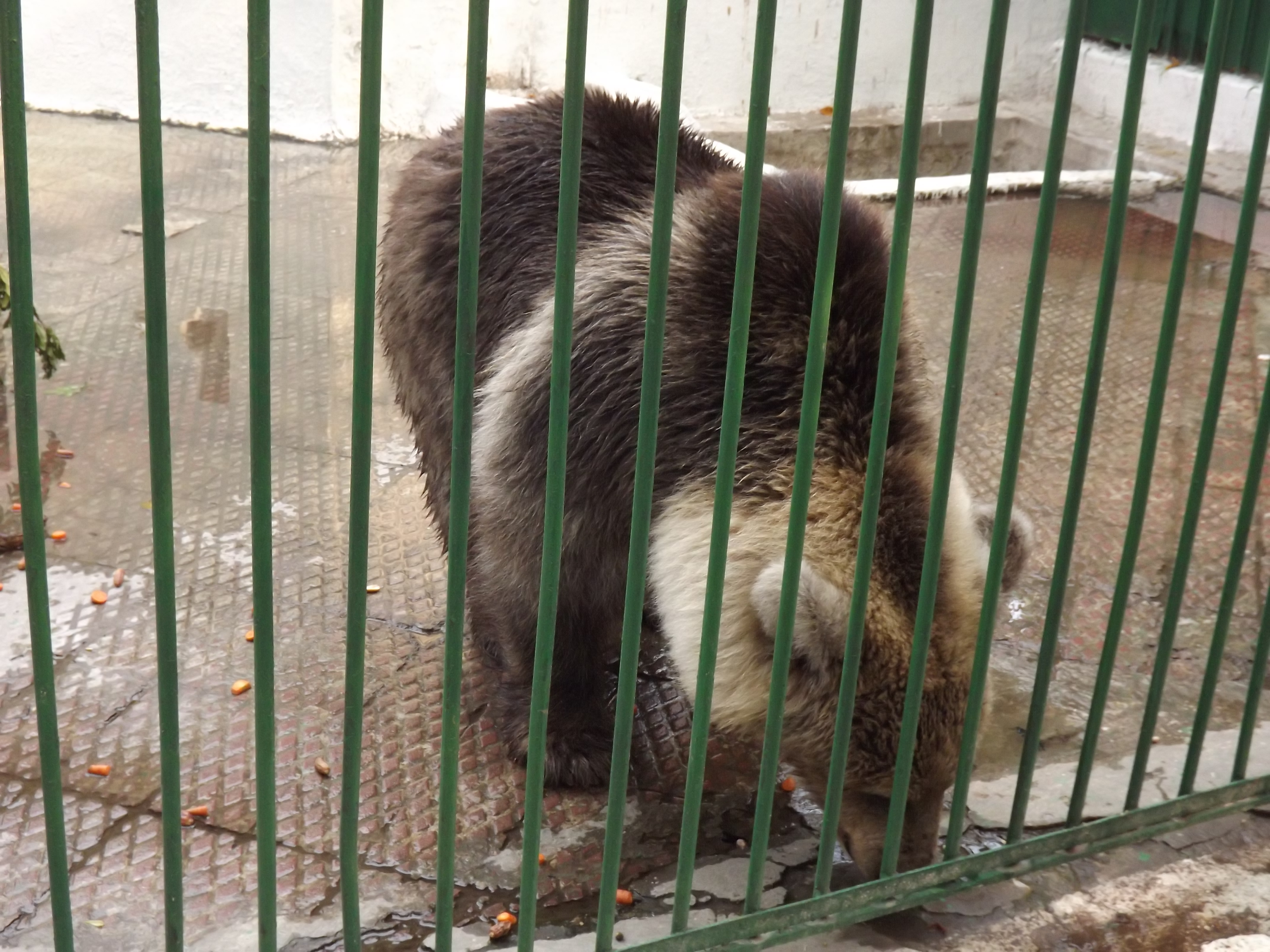
دب بني في الحديقة
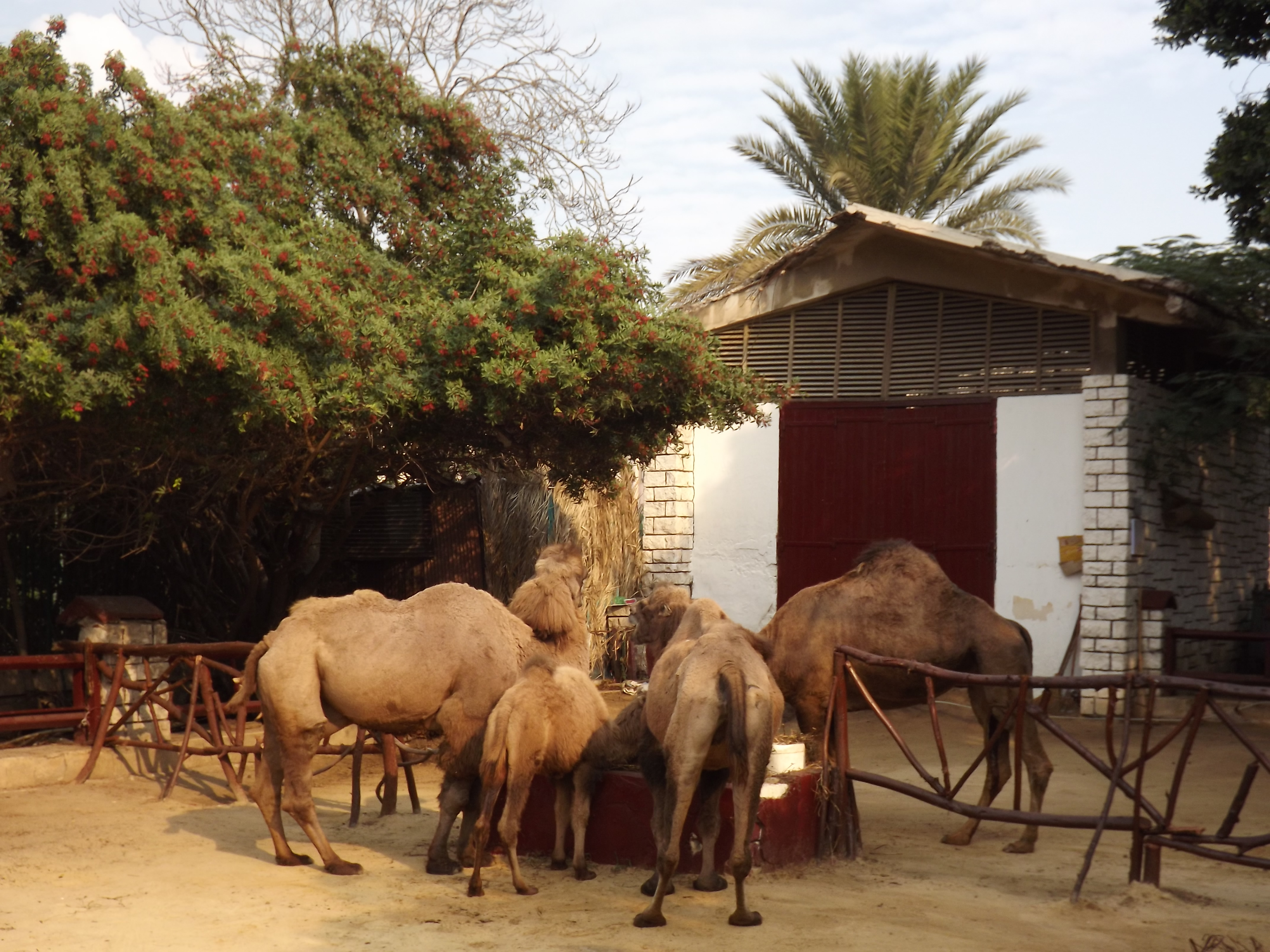
جمل مغربي في الحديقة
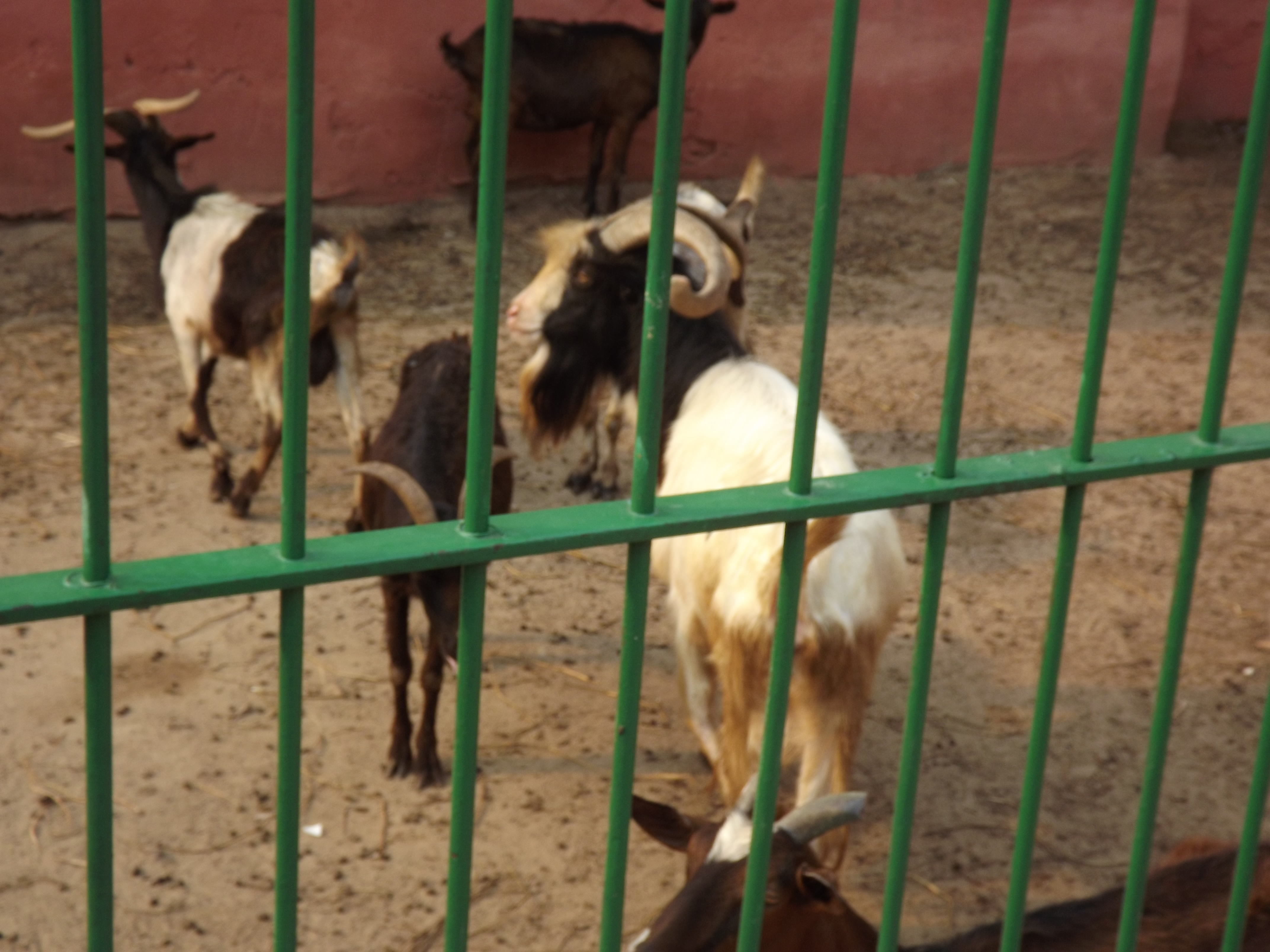
ماعز آسيوي في الحديقة
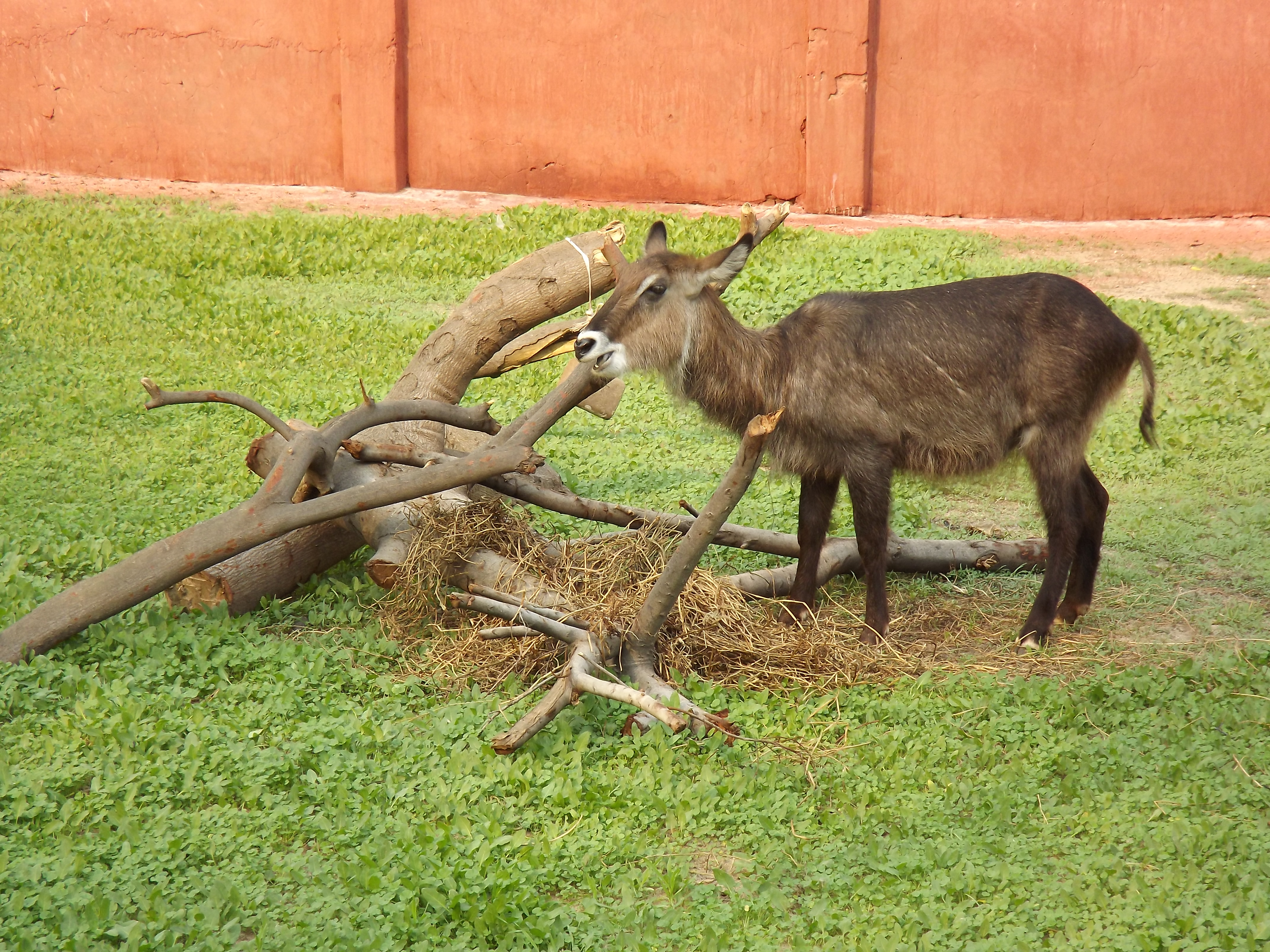
كتمبورا في الحديقة
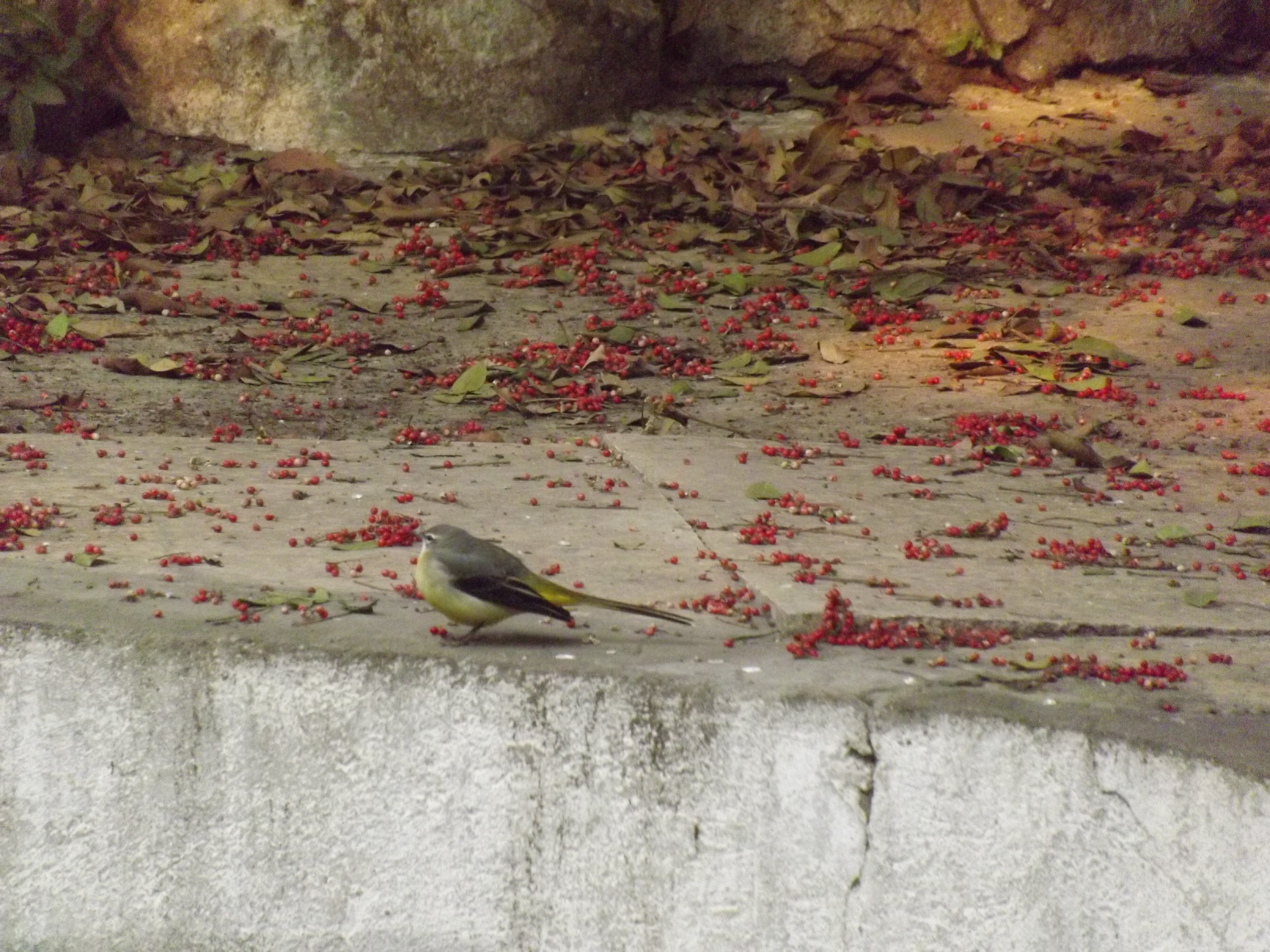
أبوفصادة رمادي (ذعرة رمادية) في الحديقة
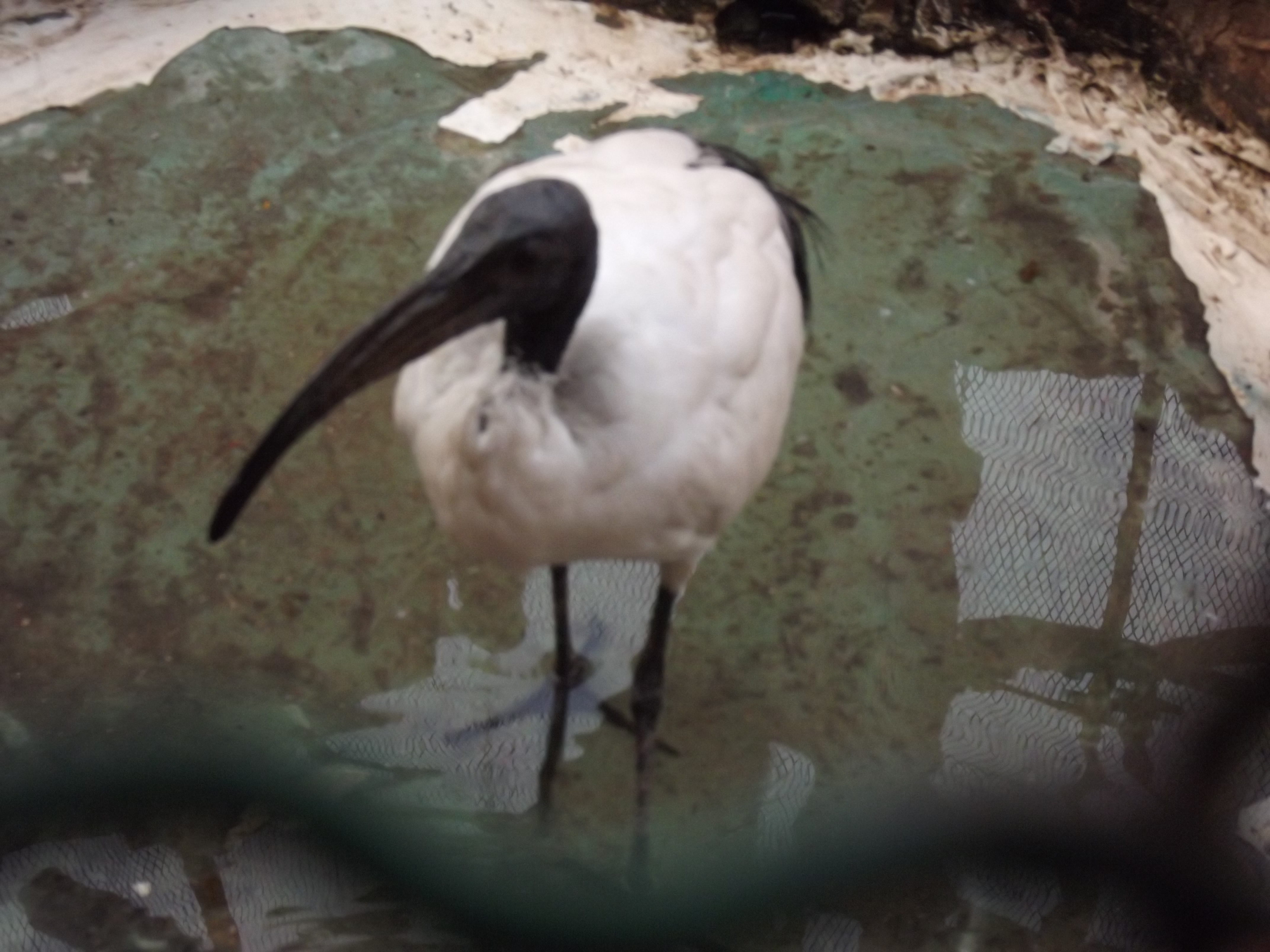
أبو منجل المقدس في الحديقة
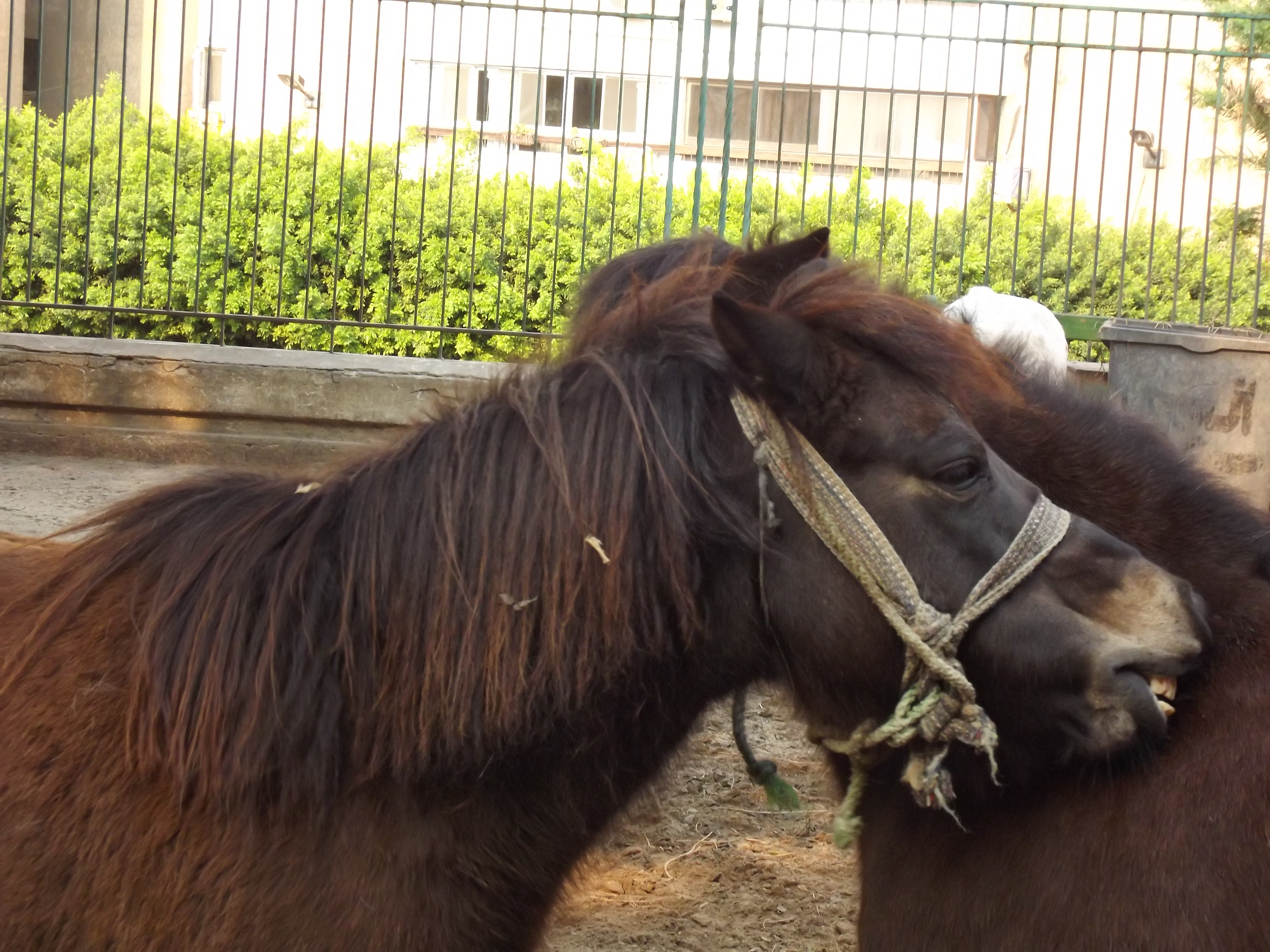
سيسي في الحديقة
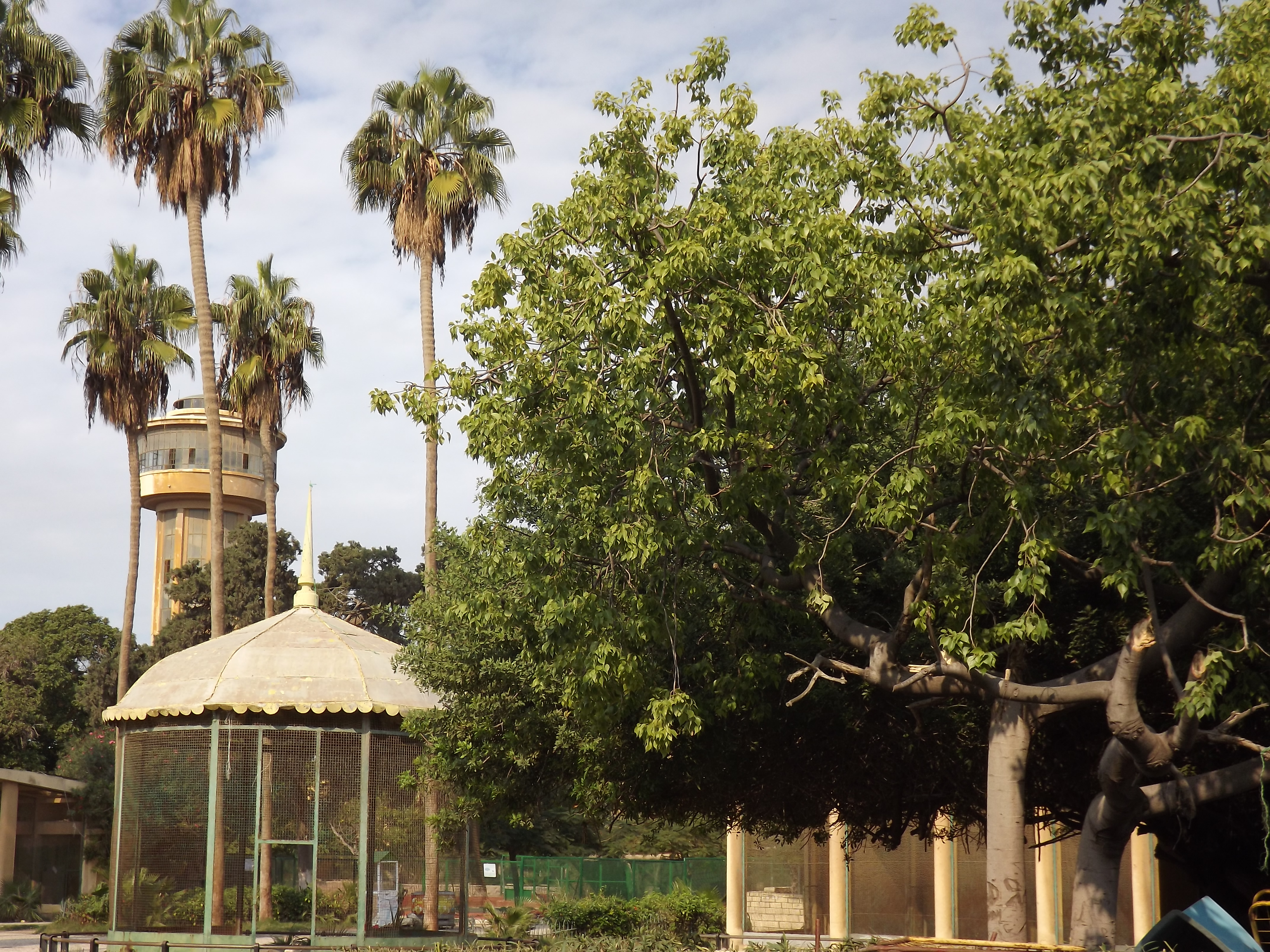
الحديقة
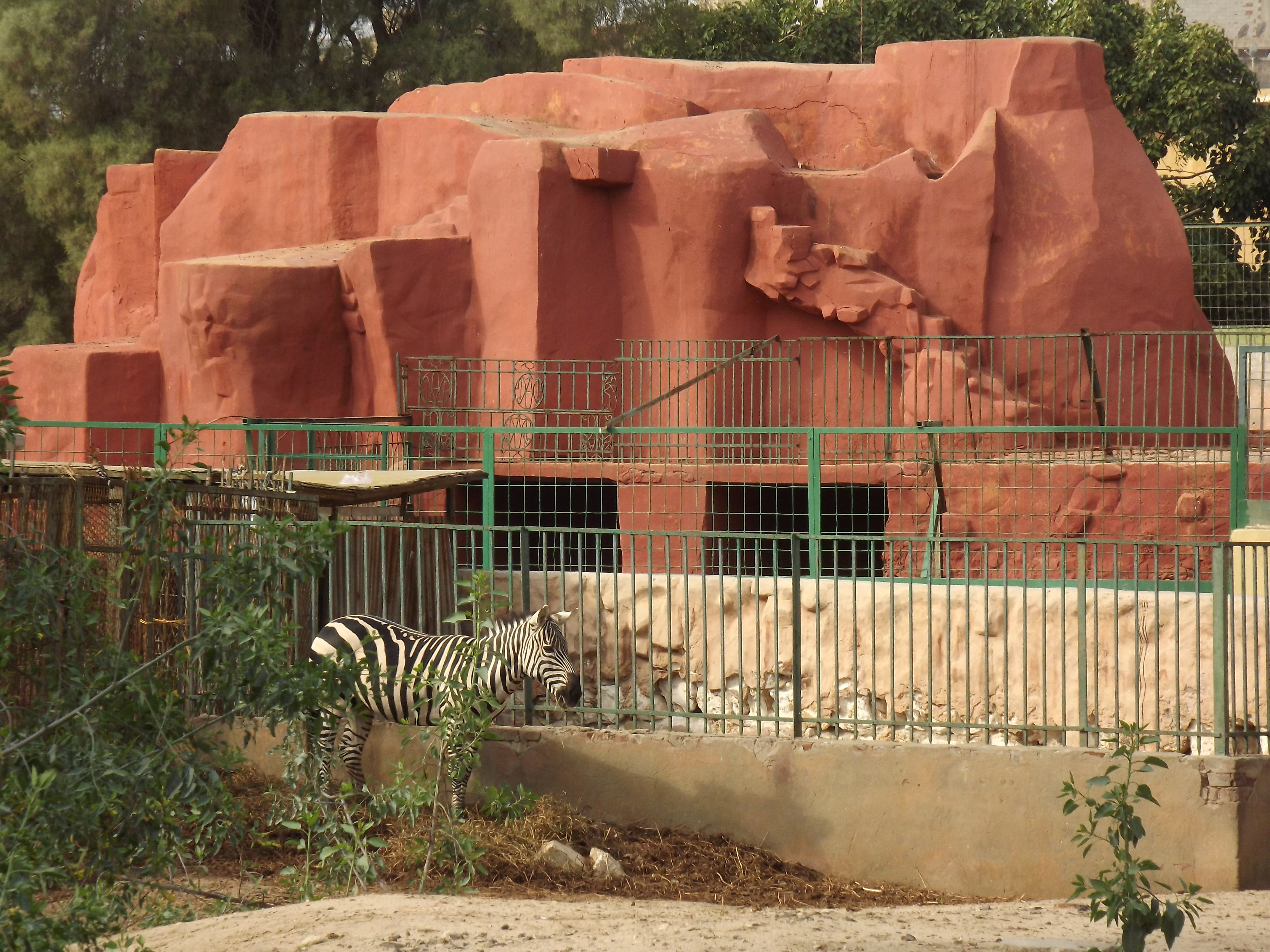
الحديقة
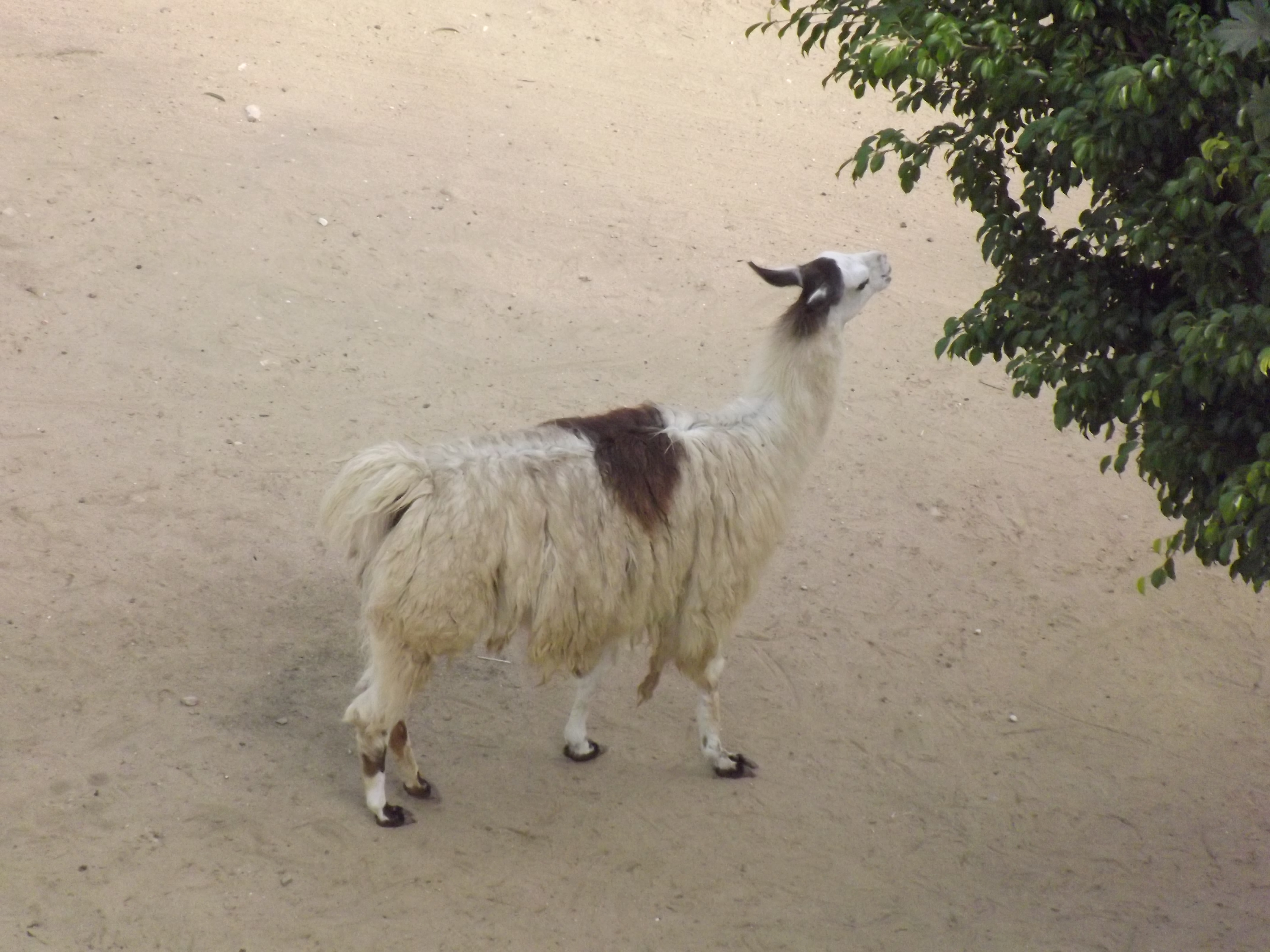
لاما في الحديقة

## فيسبوك
- Alexandria ZOO (Egypt)  على فيسبوك.
- رابطة اوار  على فيسبوك.
- Help rescue animals in Egypt Zoos  على فيسبوك.
- الهيئة العامة للخدمات البيطرية بجمهورية مصر العربية  على فيسبوك.

## تسجيلات فيديو
- Alex zoo - December 2012 على يوتيوب

## وصلات خارجية
- حديقة حيوانات الإسكندرية مأوي للكلاب الضالة والحشرات ، الأهرام المسائى في 4 مايو 2013
- حديقة انطونيادس.. تاريخ يمتد150 عاما ، الأهرام المسائى
- مضاعفة أسعار تذاكر «حديقة النزهة» في عيد الأضحى 7 نوفمبر 2010 ، المصري اليوم في 7 نوفمبر 2010
- حدائق انطونيادس بالإسكندرية  ، أخبار مصر في 31 مارس 2010
- حديقة حيوان النزهة بالإسكندرية: تذاكر مرتفعة "للأغنياء فقط" ، البديل في 12 مارس 2013
- لأنه مهدد بالانقراض: «الشمبانزى الحزين» في ضيافة حديقة حيوان الجيزة، الأهرام في 2 ديسمبر 2012
- حزن بحديقة حيوان الإسكندرية لوفاة الفيلة "كريمة" ، الوفد في 20 يناير 2012
- بحديقة حيوان الإسكندرية: جمع شمل"مشمش وأوسكار وفطوطة"  ، الأهرام في 15 أكتوبر 2011
- شمبانزي فرنسي بحديقة حيوان الإسكندرية يقلد الفنانين ، نورت في 2009
- زواج " فطوطة " بحديقة الحيوان، الأهرام في 24 مايو 2010
- حديقة الحيوان تستقبل نصف مليون زائر في العيد  ، الشروق الجديد في 27 نوفمبر 2009
- حديقة حيوان «الثغر» تفقد رونقها في «شم النسيم» ، صوت الأسكندرية في 2010
- حديقة حيوان الإسكندرية تستقبل مواليد جددا من الأسود والحمار الوحشي ، الأهرام في 20 أغسطس 2002
- بالصور.ازدحام شديد بحديقة حيوانات الإسكندرية ، الوفد في 31 أغسطس 2011
- تدعيم حديقة حيوان الإسكندرية بـ “40″ طاووس و” أبوعق” !الحديقة تعانى عجزاً في الزرافة والدب القطبى والكانجرو وتشهد ولادات جديدة للنسانيس والقرود! ، صوت الأسكندرية في يوليو 2009
- حديقة حيوان الإسكندرية تستغيث. فهل تحظي بنظرة عطف ، الأهرام المسائى في 22 فبراير 2010
- لماذا تتجاهل محافظة الإسكندرية حديقة حيواناتها؟ ، المصري اليوم في 27 فبراير 2009
- أسود ودببة وزواحف في عرض أوكروباتي بحديقة حيوان ، صوت الإسكندرية في نوفمبر 2009
- حديقة حيوان الإسكندرية تستقبل زوارها في العيد بعرض أوكروباتى، أبو الهول في نوفمبر 2009
- أفعى «نخنوخ» تنسلخ من جلدها ، مجلة أكتوبر في 2 ديسمبر 2012
- قرود وأسود نخنوخ تستعرض في حديقة الإسكندرية.. أيام العز راحت  ، المساء في 26 أكتوبر 2012
- مطلوب زرافة وخرتيت وشمبانزي لحديقة حيوان إسكندرية ، المصري اليوم في 20 مايو 2007
- ع البحري حديقة حيوان النزهة  ، المساء في 13 يناير 2011
- حينما ركبت «زرافة» محمد على البحر من الإسكندرية إلى مارسيليا ، الأهرام في 31 ديسمبر 2011
- ضبط المتهمين بقتل حارس حديقة الحيوان بالإسكندرية على طريقة ريّا وسكينة ، الأهرام في 29 ديسمبر 2010